# Vágsellye
Vágsellye (szlovákul Šaľa, németül Schelle) város Szlovákiában. A Nyitrai kerület Vágsellyei járásának székhelye. Vágvecse, illetve Hetmény major tartozik hozzá.

## Fekvése

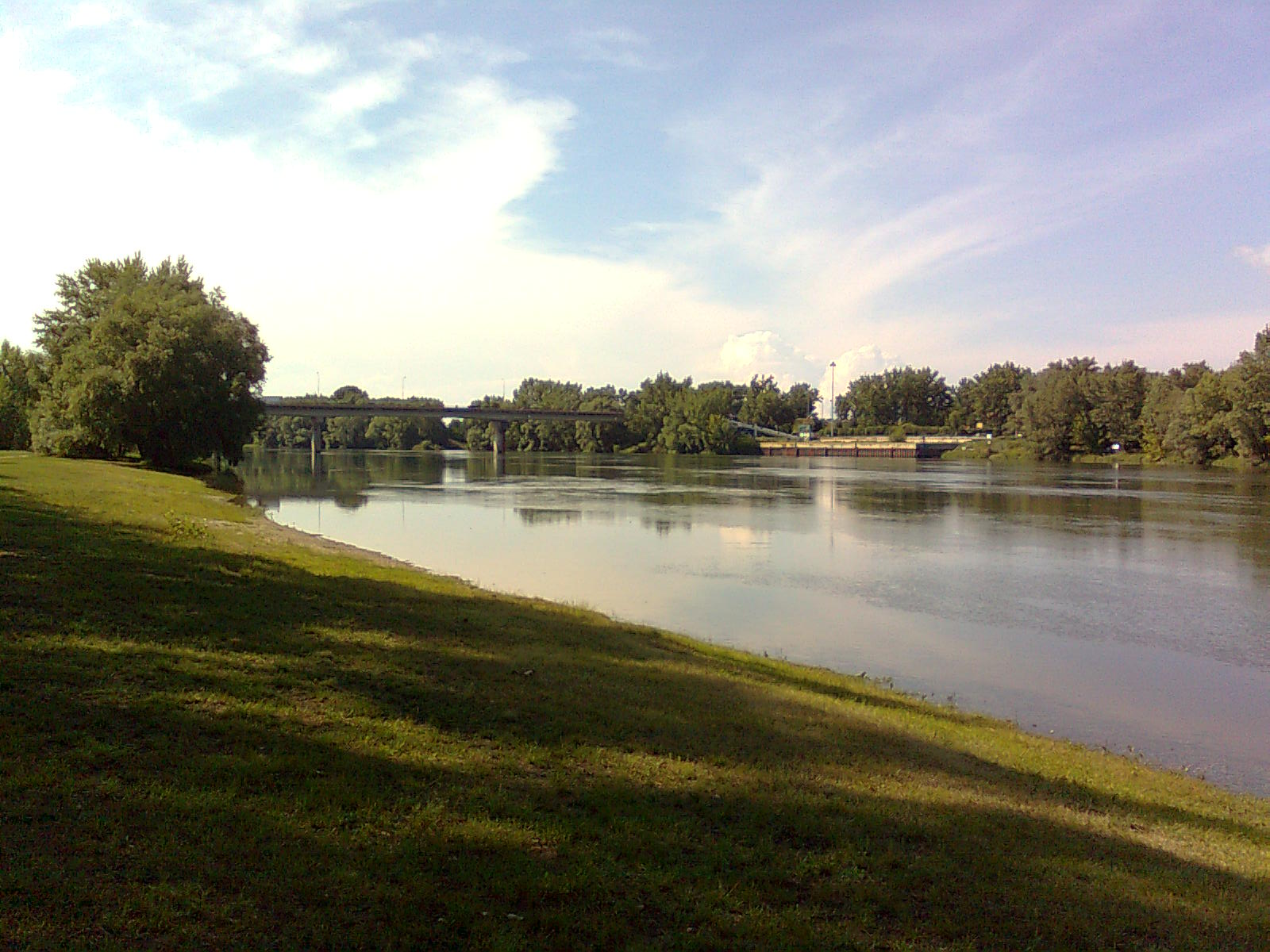
Az 1977-ben épült közúti híd
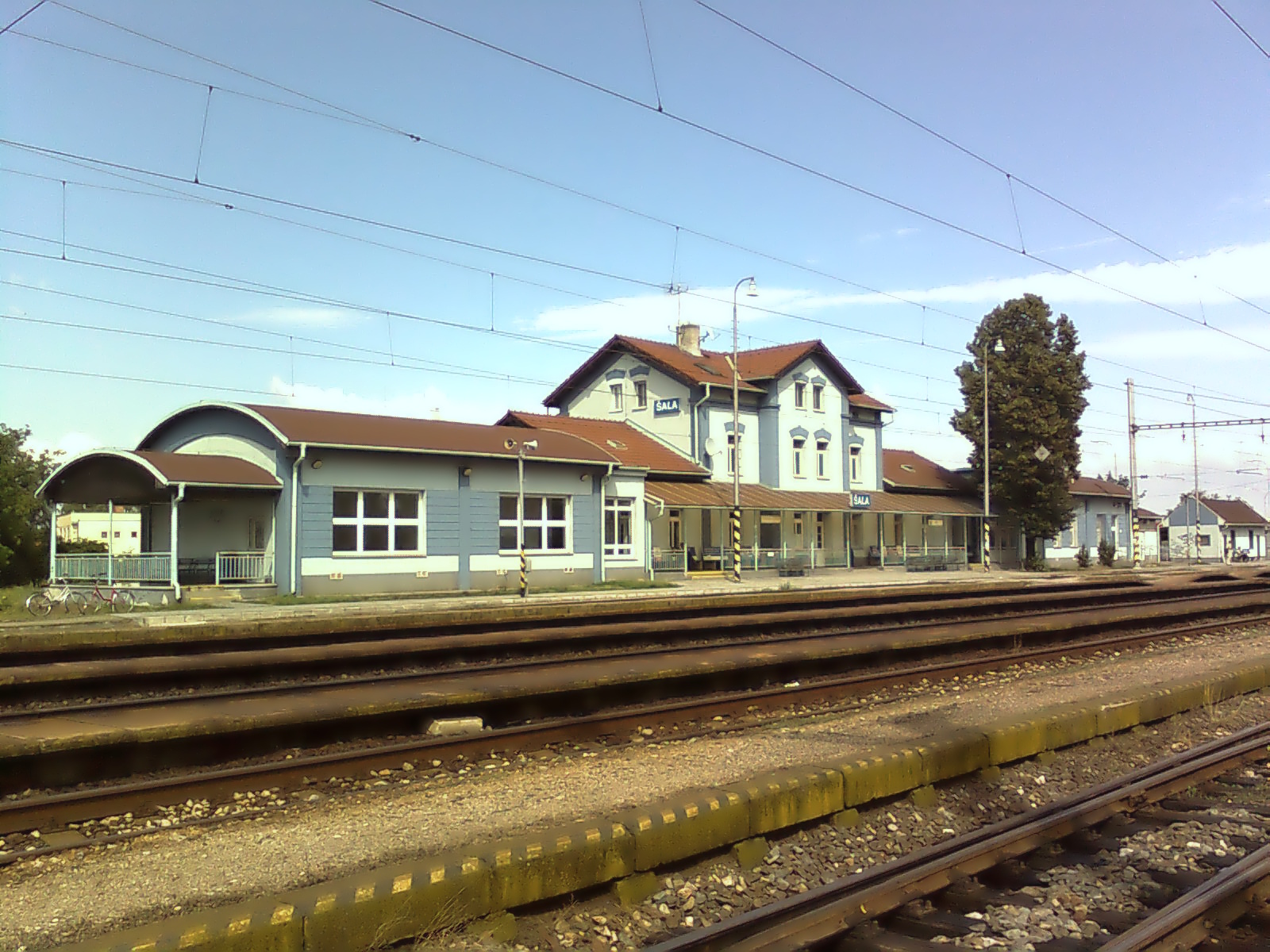
A ma felújított vasútállomás épülete eredetileg 1918-ban épült

A mátyusföldi város a Kisalföldön, a Vág folyó alsó folyásának jobb partján, Pozsonytól 60 km-re keletre, Galántától 15 km-re keletre, Nyitrától 30 km-re délnyugatra és Komáromtól 50 km-re északra fekszik. A település magjához képest a Vág szemközti partján található Vágvecse településrész. A legközelebbi falvak: Vágkirályfa, Deáki, Hetmény településrész, Tornóc és Vághosszúfalu. A városon keresztülhalad a Pozsony–Érsekújvár vasútvonal. A Vág balpartján, Vecsén a közúti híd mellett kikötő található.

## Élővilága

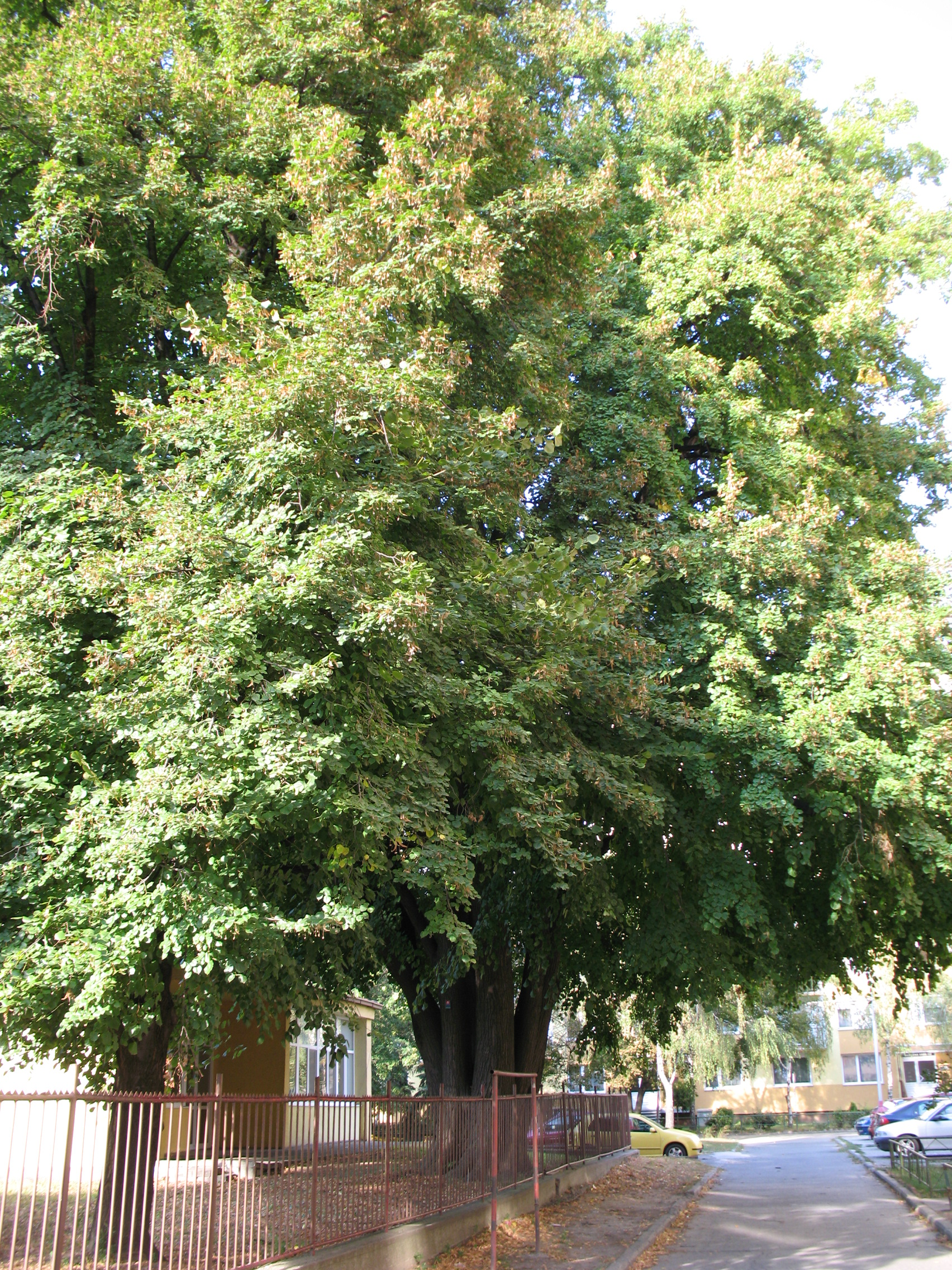
Külön védettséget élvező évszázados fa
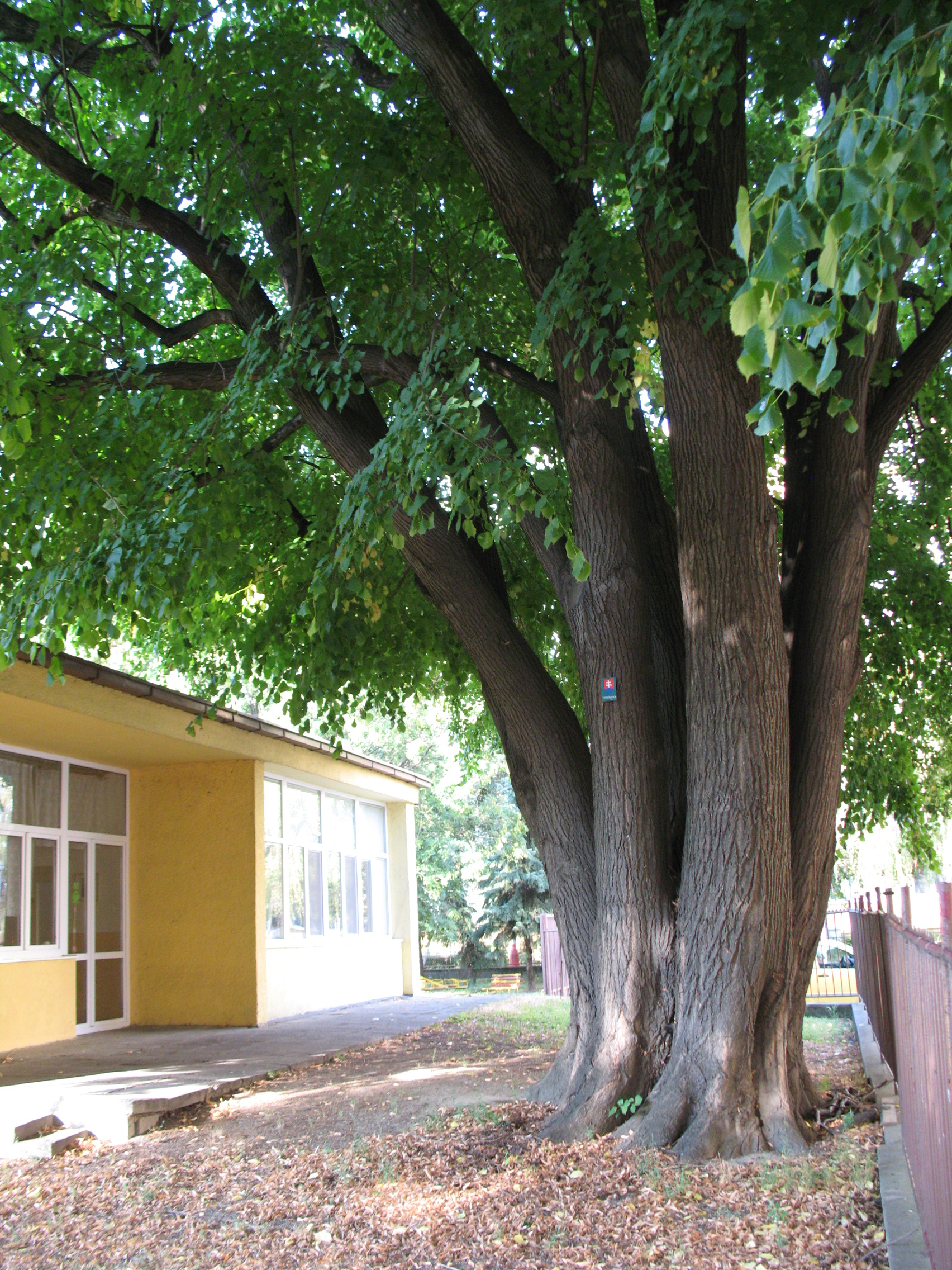
Kislevelű hárs
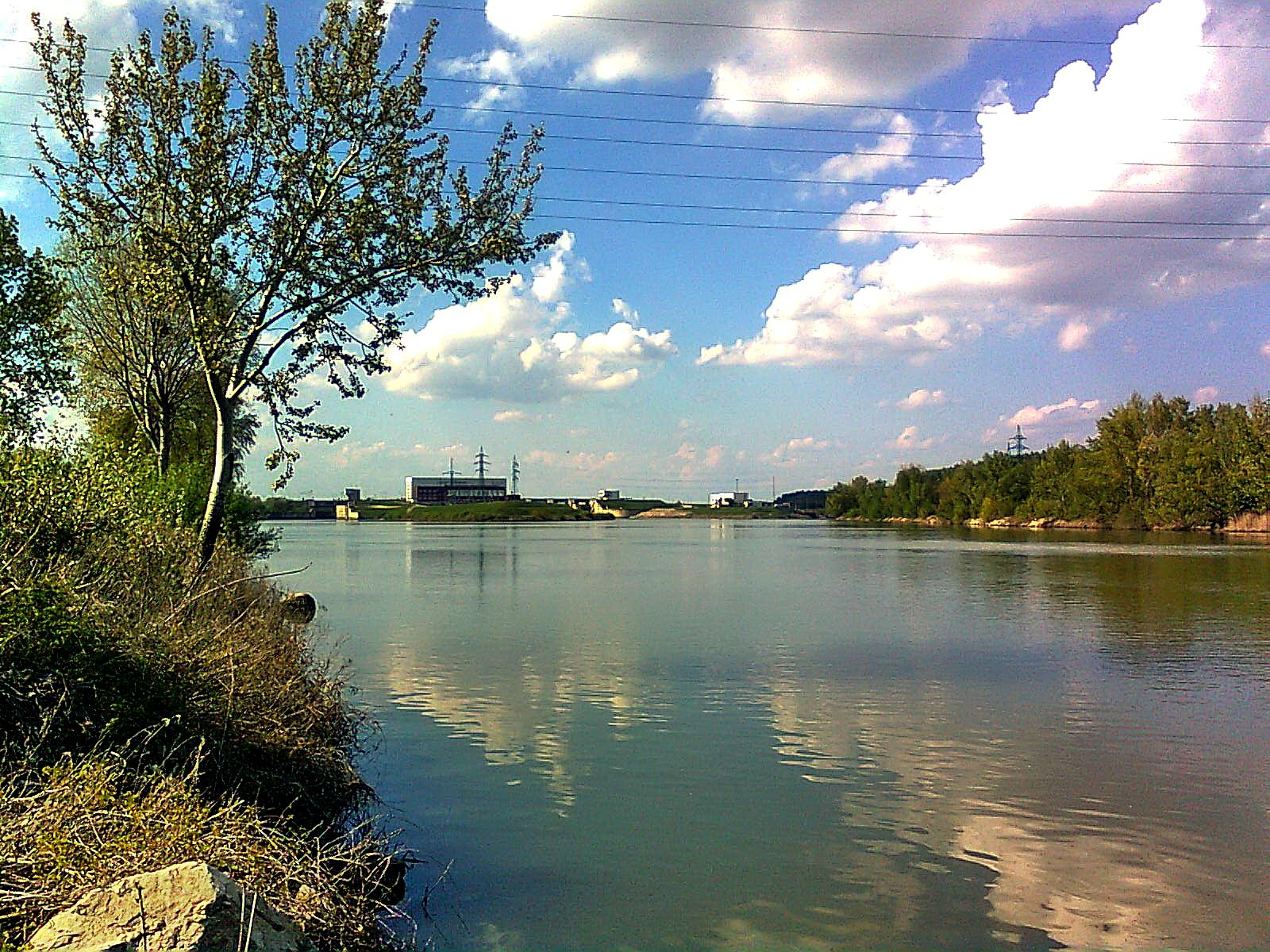
A királyfai vízierőmű
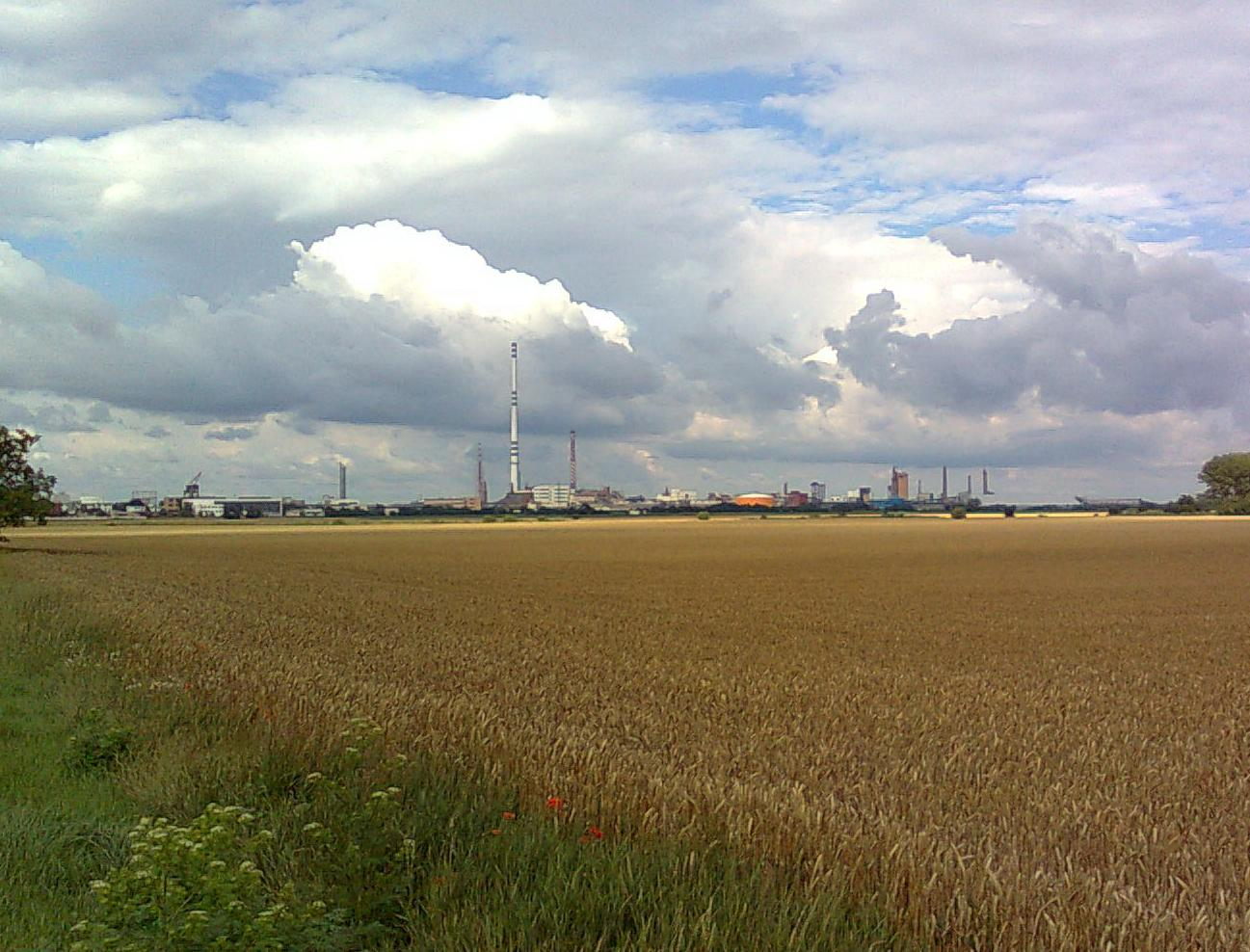
A Duslo vegyiüzem

A város felett van a Vágon a vágkirályfai vízierőmű, illetve Vágvecse határában a Duslo vegyiüzem, melyek fokozottan ártalmas hatással vannak a környezetre.
Az artézivizek minőségét folyamatosan mintavétel útján ellenőrzik a városban. 2012. második felében a Felső (Horná) utcában lévő artézikút újra iható vizet ad, mivel a higany mennyisége az egészségre ártalmas szint alá csökkent. A Hviezdoslav utcában lévő artézikút vize továbbra is iható.
Az egykori Pigler-kert maradványaként, ma a szlovák óvoda kertjében található egy 2006 óta védett kb. 150-200 éves kislevelű hárs.
Vágsellye Vágvecse részén, illetve Hetményen vannak gólyafészkek. A vágvecsei fészek elektromos vezeték oszlopán volt, míg Hetményen egy ház udvarán, valamint az egykori termelőszövetkezet (EFSz) udvarán. 2011-ben és 2012-ben csak az egykori EFSz udvarán található fészekben volt költés, ebből sajnos 2011-ben két egyed a kirepülés után elpusztult. Megfigyeltek itt már többek között vörös kányát is.
A város közvetlen közelében több illegális szemétlerakat is található annak ellenére, hogy Vágvecse határában van szeméttelep, a kommunális és a természetes hulladékot is folyamatosan gyűjtik. Szeparált szemétgyűjtés is folyik bizonyos helyeken.

## Története

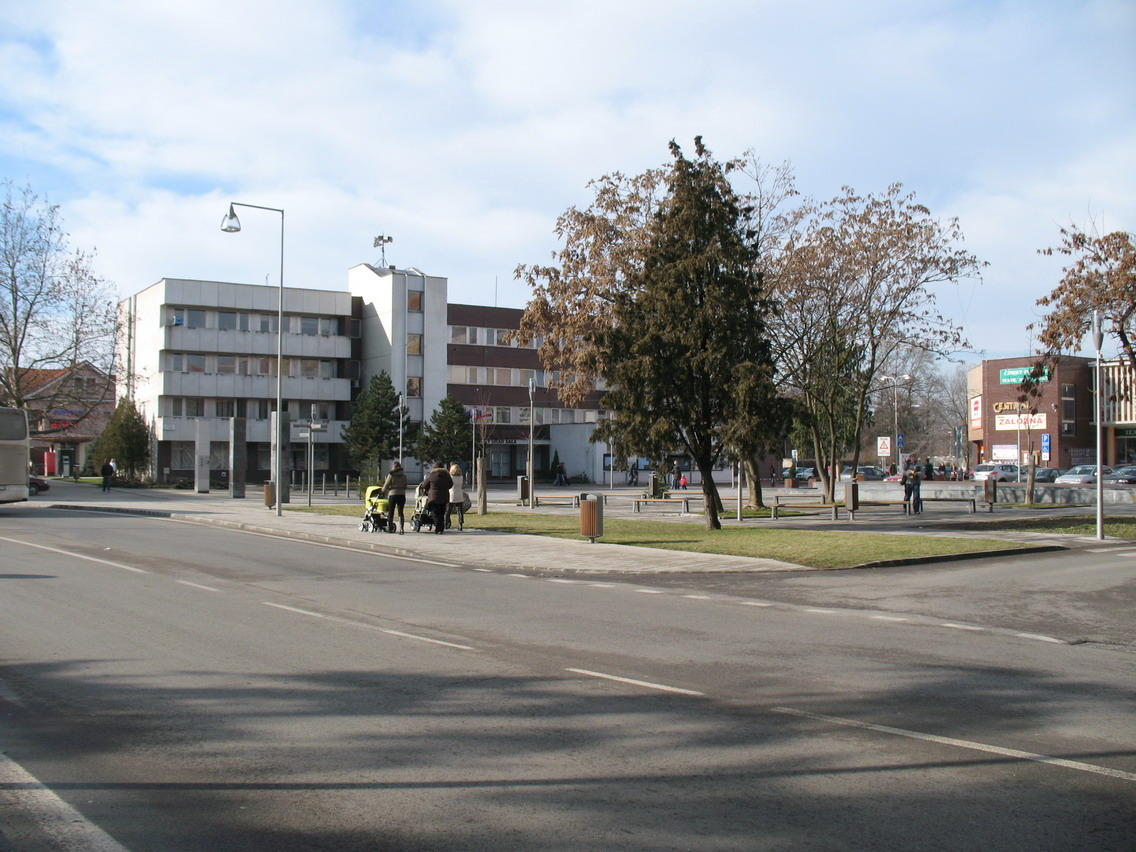
Városháza

Vágsellyén két alkalommal, 1961-ben és a közelmúltban is találtak neandervölgyi-leletet (másodlagos helyzetben), azonban ezidáig közülük csak egyet hoztak nyilvánosságra. A Duslo vegyiüzem és más építkezések során több kultúra régészeti lelőhelyét is megtalálták, többek között: a vonaldíszes kerámia kultúrájának települését, a zsinórdíszes kerámia három temetkezési helyét, egy i. e. 5.–4. századi települést, kelta és kvád (1.–4. század) településmaradványokat, 7. és 8. századi csontvázas temetőt az avar-szláv időszakból (az ehhez tartozó települést azonban már nem sikerült időben feltárni), a Nagymorva Birodalom időszakából származó temetőt, a későbbi Árpád-korból pedig még több lelőhely került elő a környéken. 1889-ben Schlesinger Ármin 7. század eleji bizánci solidust küldött a Magyar Nemzeti Múzeumba, amely Vágsellyén kerülhetett elő. A középkorban az itt található gázlón át haladt a Morva- és Csehországba vezető Via Bohemica kereskedelmi út.
Az első fennmaradt írásos emlék, mely terra Wag néven említi a helyet, 1002-ből való (a Szent István alapította pannonhalmi apátság alapító oklevelének másolatában maradt fenn, kb. 1180 körülről). Az említett rész valószínűleg későbbi betoldás, és nem csak a mai Vágsellye területére vonatkozhatott (bár egy 1239-es oklevélben az áll, hogy Salát régebben Wag területnek nevezték). Sala első említése az 1105–1110 körüli időből származik, a pannonhalmi apátság Vörös Könyv (Liber Ruber) nevű oklevélmásolataiból, amikor is a terület hozzájuk került. Később az egri érsekség birtoka. 1367-ben birtokvita miatt járják körbe határait.
1522-ben Majthényi Uriel kiváltságokat adományozott Sellyének. 1536-ban I. Ferdinánd mezővárosi rangra emelte. A reformáció szele hamar elérte a települést, 1557-ben a Csallóközből Szerdahelyről jött András nevű lelkész és Hadán presbiter működött itt, azonban Somogyi Péter tanítóval együtt elfogták őket, s csak 1558-ban szabadultak királyi kegyelemből. 1565-ben Miksa király a városnak vámmentességet adományozott Somorján. 1567-ben Nagy Ferenc, 1569-ben Németh Dénes volt a sellyei naszádosok vajdája. A város 1586-ban a jezsuitákhoz került, ők 1598-ban Turócból (Znióváraljáról) ide helyezték át kollégiumukat, amely 1604-ig működött a városban.

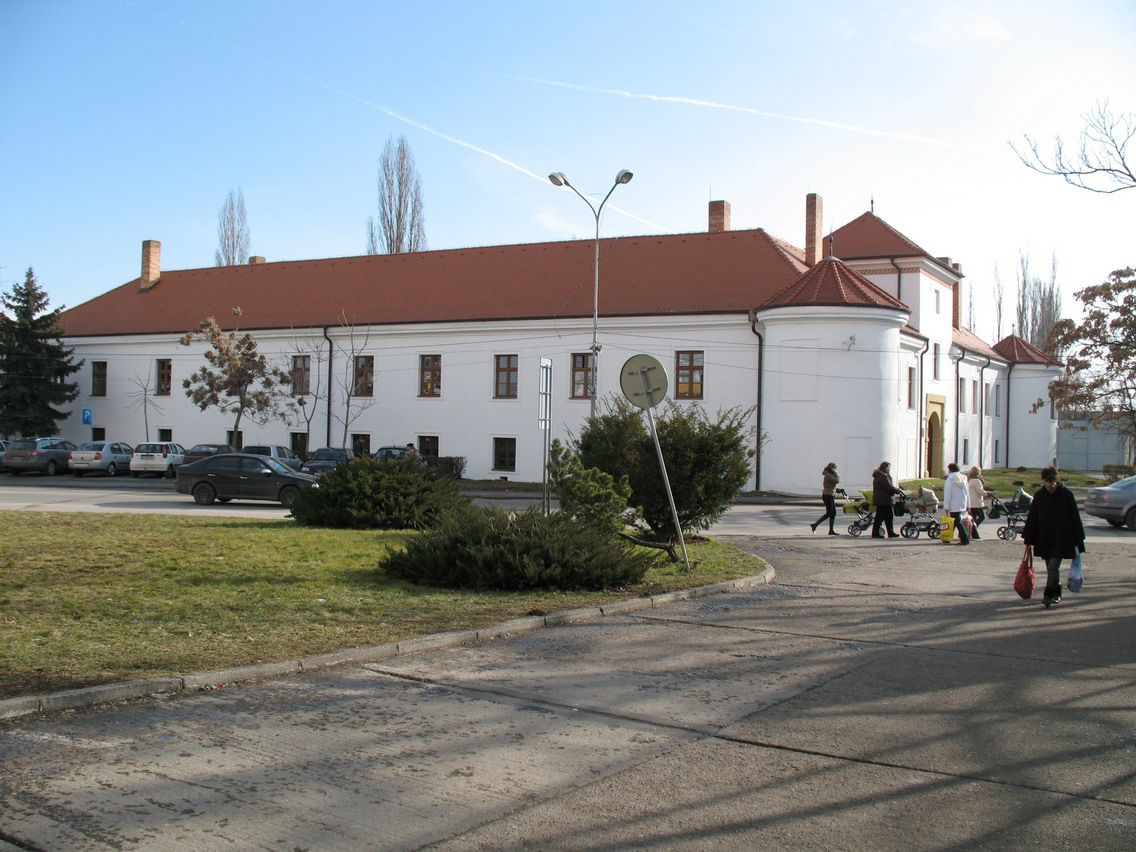
A kastély, ma levéltár képe

Pázmány Péter érsek kedvelt tartózkodási helye volt. 1663-ban Érsekújvár eleste után török kézre került, és 1686-ig ott is maradt. 1692-ben vásártartási jogot kapott. Várkastélyának jelentősége a török időkben Esztergom eleste után nőtt meg. A török elleni végvári harcok fontos bázisa volt. A város környéke többször is szinte teljesen elnéptelenedett, ezek közül keveset tudni az 1241. évi tatárjárás hatásáról, azonban az 1661. és 1663. évi török pusztításról pontosabb adatok maradtak fenn, ekkor 300 házból mindössze 30 maradt meg.
Nagy veszteségek érhették a várost a Rákóczi-szabadságharc alatt, az 1703–1708 közti időszakban (utána itt már nem folytak harcok), ugyanis az 1715-ös népszámlálás idején csak 13 paraszt és 16 zsellér lakott Sellyén.
1849-ben, a tavaszi hadjárat során két csata is zajlott a közelben: Zsigárdon (1849. június 16.) és Pereden (1849. június 20-21.) A mezővárosban Pott és Perin dandáregységei állomásoztak. A sereg jelenléte nyomán kisebb kolerajárvány pusztított. Postahivatalát 1886-ban létesítették. A Vág folyón átívelő első közúti hídját 1912-ben, a vasúti hidat 1898-ban építették.
A régió első, 1907-ben alapított hetilapja Vágsellye és Vidéke címmel jelent meg. A Vágsellye és Járása című közéleti hetilapot 1913-ban alapították. Ezen regionális magyar hetilap az első világháború kitörésekor szűnt meg.

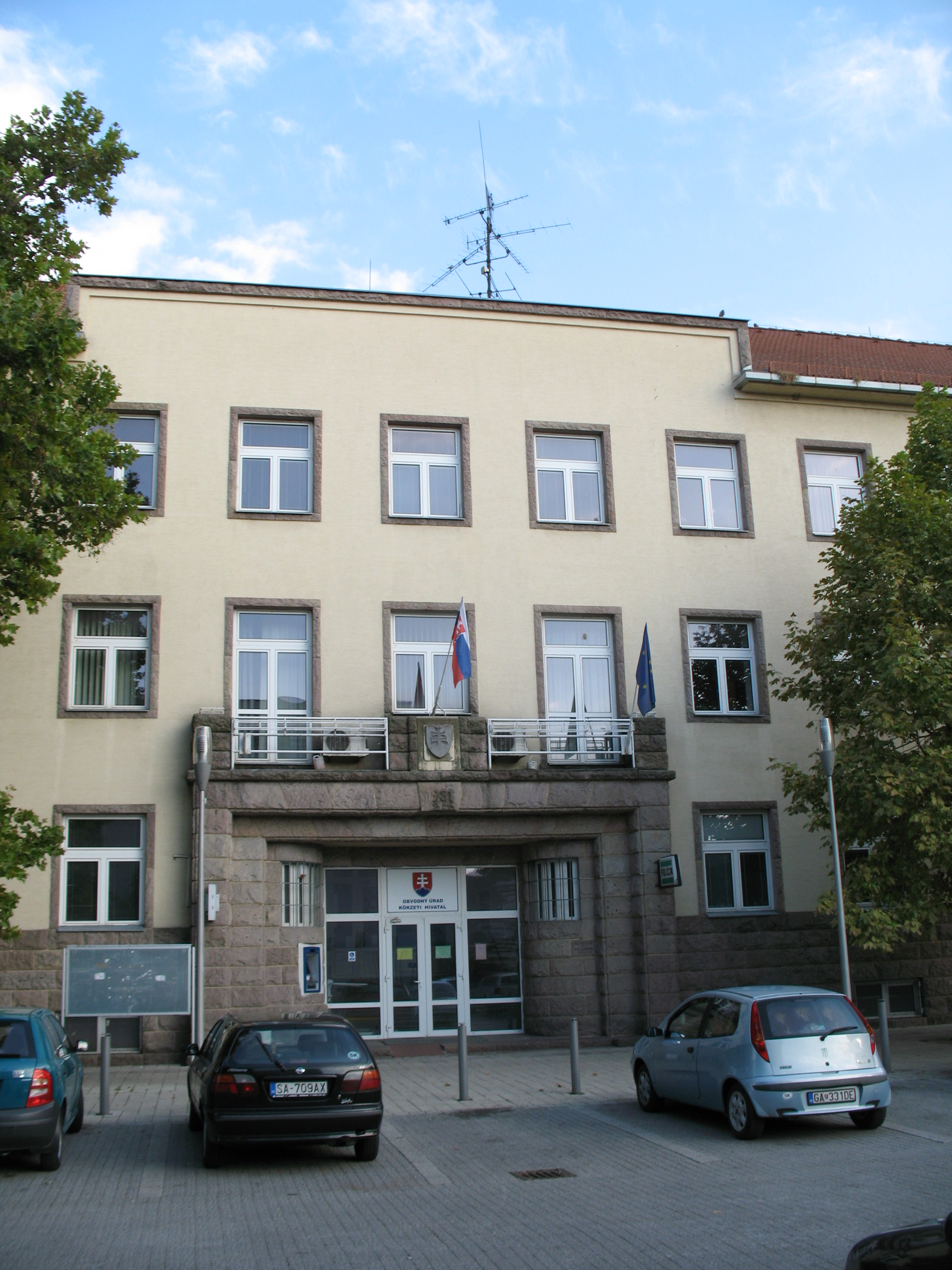
A járási hivatal épületét 1932 decemberében adták át

Az első világháború után a várost 1919. január 7-én foglalta el a csehszlovák hadsereg, ahol csupán gyenge ellenállásba ütköztek. Sellye megmaradt járási központnak, s ez újból a népszámlálások nemzetiségi oldalának kárára volt. Az állami népiskola nyelve csehszlovák lett, s csak 1927-től volt újból magyar nyelvű oktatás a magyar részleg létrehozása révén. 1931-ben a városnak új harcos nacionalista katolikus plébánosa lett, Pavol Macháček személyében. Ez a vágsellyei magyar katolikusok hitéletének visszaszorulásához vezetett.
1938–1945 között újból Magyarország része. A magyar csapatokat 1938. november 10-én fogadta ünneplő lakossága. 1945. március 31-én a szovjet Vörös Hadsereg csapatai foglalták el. Ennek emléke a győzelmi emlékmű. A háborúban elesettek emlékét a templomnál elhelyezett hősi halottak nevét felsoroló emlékmű és a főutcán található emlékmű őrzi.
Műtrágyát gyártó vegyi üzemét 1958. szeptember 1-jén kezdték építeni. A vegyiművek ipari vasútját 1959-ben építették, az 5 km hosszúságú pályaszakasz Tornócnál csatlakozik a vasúti fővonalra. 1960. január 1-jén közigazgatásilag egyesítették Vágvecsét és Vágsellyét.
1970-ben Vágsellyének 13 251 lakosa volt. 1972-ben megkezdték a reneszánsz kastély felújítását. 1973–1977 között új közúti híd épült. 1974-ben egy közúti balesetben megsérült a Szentháromság-szobor, melyet 1992-ben hoztak rendbe. 1987-től jelenik meg a Slovo Šaľanom havilap. 1989. november 16-án itt alakult meg a szlovákiai magyarok első politikai pártja, a Független Magyar Kezdeményezés.
1990-ben a város lakossága elérte a 25 ezret. A városháza új épületét 1990 júniusában adták át. 1992–1995 között fölújították a Szent Margit katolikus templomot, melyet eredetileg valószínűleg Pázmány Péter építtetett a Bocskai-felkelés alatt lerombolt templom helyett. A ma látható templom azonban 1828 és 1837 között épült klasszicista stílusban, Schwartz György tervei alapján. Pázmány nevéhez fűződik a kollégiumnak szánt kastély befejezése is, a milánói Syroth Kilián tervei alapján, a Thurzo család kastélyának mintájára. Vásárcsarnokát 1995-ben adták át. Vágsellye 1996-ban, 36 év után újra járási székhely lett.
2007–2008-ban elvégezték a levéltár (kastély) ismételt felújítását. Szintén 2007-ben adták át a városháza előtti teret a parkolóval, „vízfolyóval”, továbbá az emlékoszlopokkal együtt, mely a korábbi út és park helyén épült.
A városban élénk sportélet folyik, a női kézilabda csapat előkelő helyezéseket ért el. Télen a korcsolyapálya a kikapcsolódásra vágyóknak és a hoki szerelmeseinek is helyet ad. Az egészségügy az utóbbi években nagymértékben leépült a városban, egyedül a Duslo vegyiüzem területén található kórház üzemel változatlanul. Az egykori műmalom épületét mára elbontották.

## Népessége
| Év:            | 1994.  | 2004.   | 2014.   | 2024.    |
| -------------- | ------ | ------- | ------- | -------- |
| Emberek száma: | 25 284 | 24 506  | 22 938  | 19 934   |
| Eltérés:       |        | -3,07 % | -6,39 % | -13,09 % |

| Év:            | 2023.  | 2024.   |
| -------------- | ------ | ------- |
| Emberek száma: | 20 239 | 19 934  |
| Eltérés:       |        | -1,50 % |

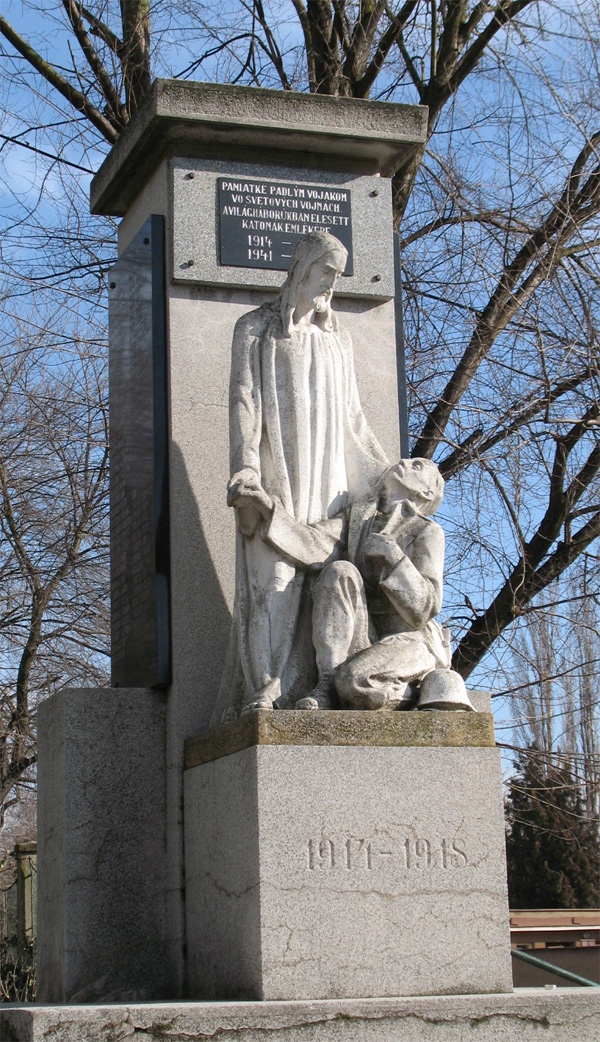
A két világháború vágsellyei elesettjeinek emlékműve

1880-ban 3049 lakosából 1995 szlovák, 707 magyar, 135 német, 80 egyéb anyanyelvű, 2 idegen és 130 csecsemő. Vágvecse 1125 lakosából 624 magyar, 223 szlovák, 191 német, 50 egyéb anyanyelvű és 37 csecsemő volt.
1890-ben 3213 lakosából 1779 magyar és 1311 szlovák anyanyelvű. Vágvecsén 785 magyar és 159 szlovák anyanyelvű élt.
1900-ban 3581 lakosából 1964 szlovák, 1564 magyar, 4 német és 5 egyéb anyanyelvű. Vágvecse 1179 lakosából 1058 magyar, 105 szlovák és 16 német anyanyelvű.
1910-ben 3812 lakosából 3489 magyar és 286 szlovák anyanyelvű. Vágvecsén 810 magyar és 168 szlovák anyanyelvű élt.
1921-ben 4046 lakosából 2472 csehszlovák és 1248 magyar volt. Vágvecsén 835 magyar és 290 csehszlovák élt. A csehszlovák demográfiatudomány már ekkor szlovák "nyelvszigetként" határozta meg a Vág jobb oldalán.
1930-ban 4573 lakosából 2771 csehszlovák és 1255 magyar volt. A népszámlálást Vágsellyén is számos panasz kísérte. Vágvecsén 340 magyar és 783 csehszlovák élt.
1941-ben 4528 lakosából 4216 magyar és 250 szlovák volt. Vágvecsén 953 magyar és 39 szlovák élt.
1970-ben 12 922 lakosából 1943 magyar és 10 766 szlovák volt.
1980-ban 19 167 lakosából 3719 magyar és 15 141 szlovák volt.
1991-ben 24 776 lakosából 18 974 szlovák és 5413 magyar volt.
2001-ben 24 564 lakosából szlovák 19 583 (80%), magyar 4392 (17,8%), cseh 0,7% volt.
A 2011-es népszámlálási adatok szerint a városnak 23 554 lakosa volt, ebből 11 961 férfi, 12 603 nő. Nemzetiségi szempontból megközelítőleg 73%-ban szlovákok (17147) lakják, 14%-ban képviseli magát a magyarság (3333), a fennmaradó részt csehek (117), cigányok (33), lengyelek (16), morvák (13), ukránok (10), illetve más és ismeretlen nemzetiségűek (2814, azaz 12%) teszik ki. 66,6%-ban római katolikus vallású a lakosság, utánuk legnagyobb számban az ateisták voltak, hívők közül nagyobb számban még evangélikusok és reformátusok éltek a városban.
2021-ben 21 183 lakosából 16 633 szlovák, 2772 magyar, 24 cigány, 8 ruszin, 294 egyéb és 1452 ismeretlen nemzetiségű volt.
| Év   | Lakos |
| ---- | ----- |
| 1900 | 3581  |
| 1910 | 3812  |
| 1921 | 4046  |
| 1940 | 4842  |
| 1991 | 24776 |
| 2001 | 24564 |
| 2011 | 23554 |

| Vágsellye lakosságának nemzetiségi megoszlása | Vágsellye lakosságának nemzetiségi megoszlása | Vágsellye lakosságának nemzetiségi megoszlása |
| --------------------------------------------- | --------------------------------------------- | --------------------------------------------- |
| szlovák                                       |                                               | 1995 fő (65%)                                 |
| magyar                                        |                                               | 707 fő (23%)                                  |
| német                                         |                                               | 135 fő (4%)                                   |
| *1880. évi népszámlálási adatok               |                                               |                                               |

| Vágsellye lakosságának nemzetiségi megoszlása | Vágsellye lakosságának nemzetiségi megoszlása | Vágsellye lakosságának nemzetiségi megoszlása |
| --------------------------------------------- | --------------------------------------------- | --------------------------------------------- |
| szlovák                                       |                                               | 286 fő (8%)                                   |
| magyar                                        |                                               | 3489 fő (92%)                                 |
| *1910. évi népszámlálási adatok               |                                               |                                               |

| Vágsellye lakosságának nemzetiségi megoszlása | Vágsellye lakosságának nemzetiségi megoszlása | Vágsellye lakosságának nemzetiségi megoszlása |
| --------------------------------------------- | --------------------------------------------- | --------------------------------------------- |
| szlovák                                       |                                               | 2472 fő (61%)                                 |
| magyar                                        |                                               | 1248 fő (31%)                                 |
| zsidó                                         |                                               | 271 fő (7%)                                   |
| *1921. évi népszámlálási adatok               |                                               |                                               |

| Vágsellye lakosságának nemzetiségi megoszlása | Vágsellye lakosságának nemzetiségi megoszlása | Vágsellye lakosságának nemzetiségi megoszlása |
| --------------------------------------------- | --------------------------------------------- | --------------------------------------------- |
| szlovák                                       |                                               | 18 973 fő (77%)                               |
| magyar                                        |                                               | 5414 fő (22%)                                 |
| *1991. évi népszámlálási adatok               |                                               |                                               |

| Vágsellye lakosságának nemzetiségi megoszlása | Vágsellye lakosságának nemzetiségi megoszlása | Vágsellye lakosságának nemzetiségi megoszlása |
| --------------------------------------------- | --------------------------------------------- | --------------------------------------------- |
| szlovák                                       |                                               | 19 583 fő (80%)                               |
| magyar                                        |                                               | 4392 fő (18%)                                 |
| *2001. évi népszámlálási adatok               |                                               |                                               |

| Vágsellye lakosságának nemzetiségi megoszlása | Vágsellye lakosságának nemzetiségi megoszlása | Vágsellye lakosságának nemzetiségi megoszlása |
| --------------------------------------------- | --------------------------------------------- | --------------------------------------------- |
| szlovák                                       |                                               | 17 147 fő (73%)                               |
| magyar                                        |                                               | 3333 fő (14%)                                 |
| *2011. évi népszámlálási adatok               |                                               |                                               |

## Szimbólumai
Legkorábbi ismert pecsétje 1543-ból származik. A pecsétképben pajzsra helyezett, két oldalt búzakalásszal kísért ekevas van. A pajzs fölé országalma került.

## Műemlékek

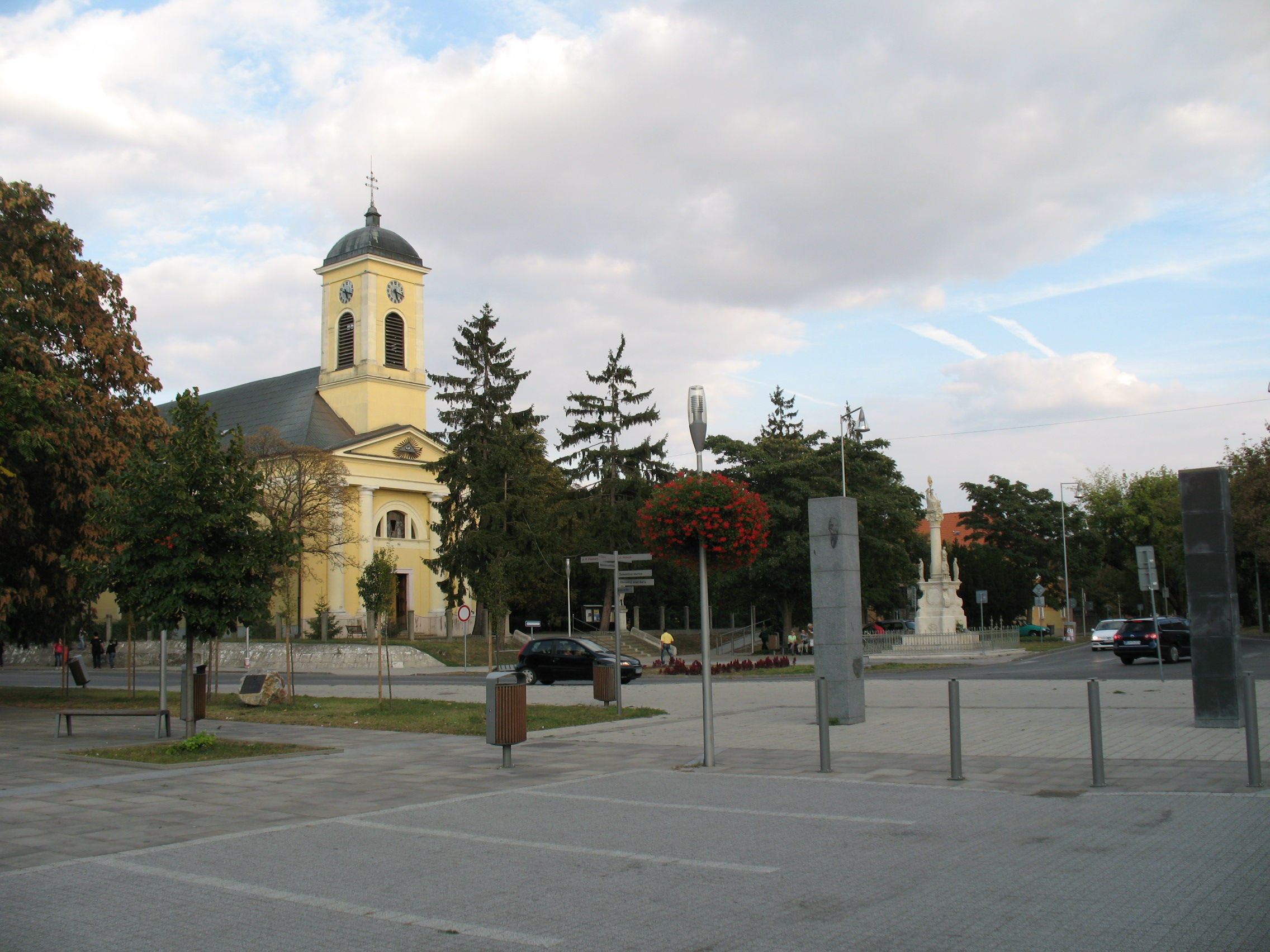
Központ
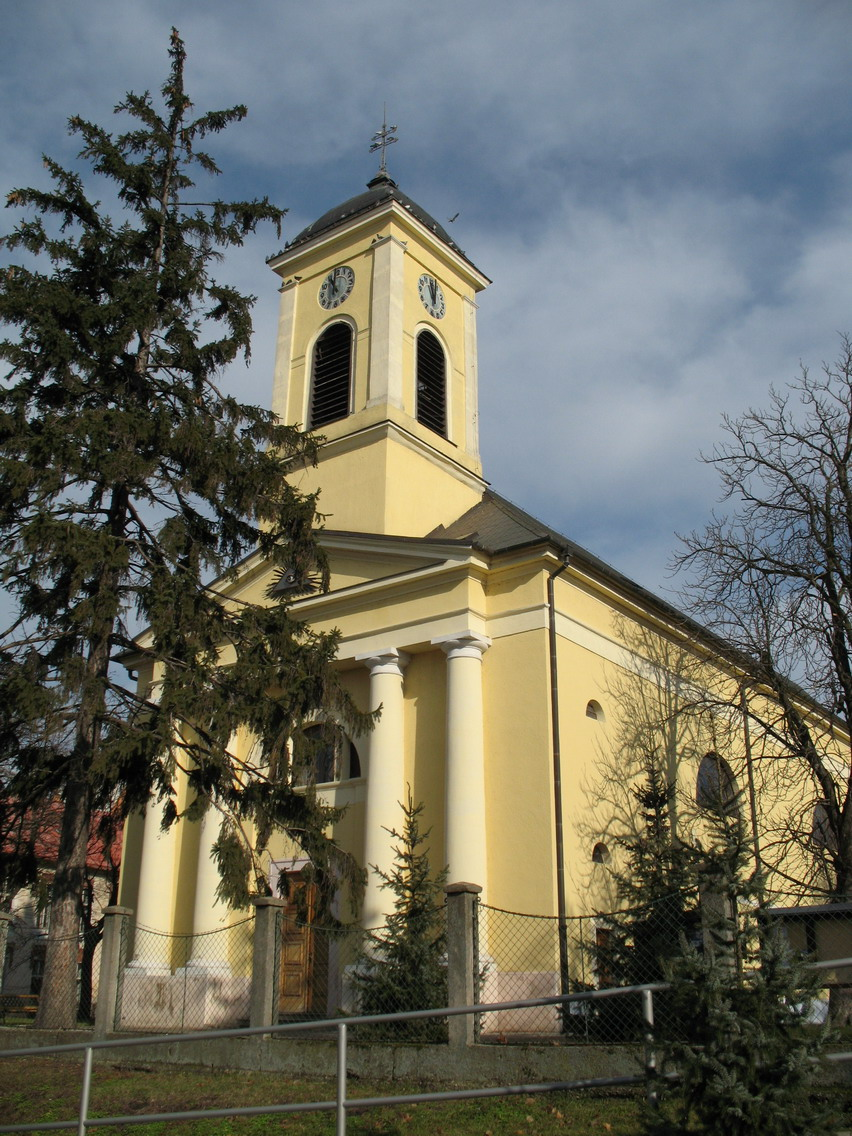
Antiochiai Szent Margit-templom, 1830
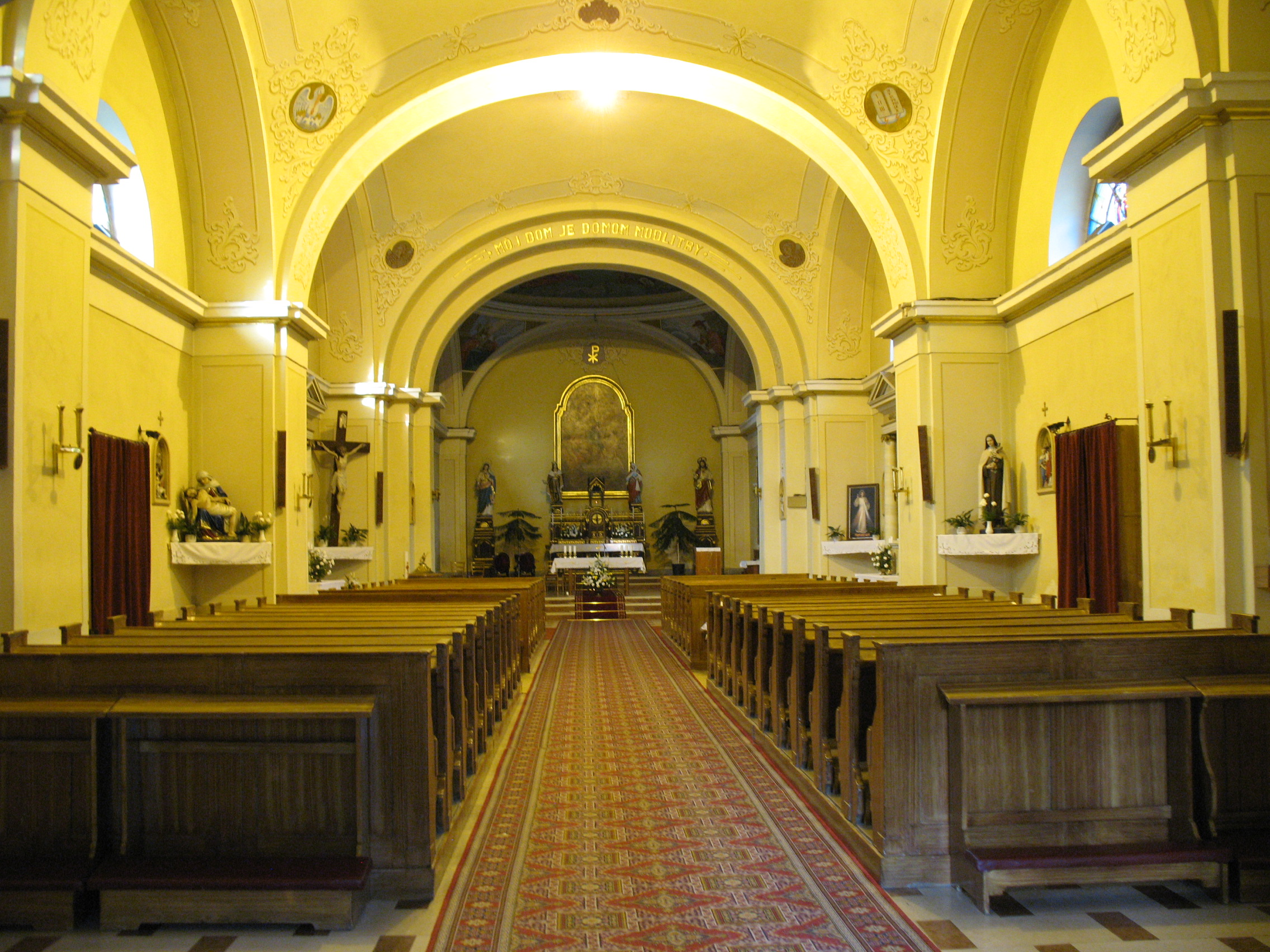
Templombelső
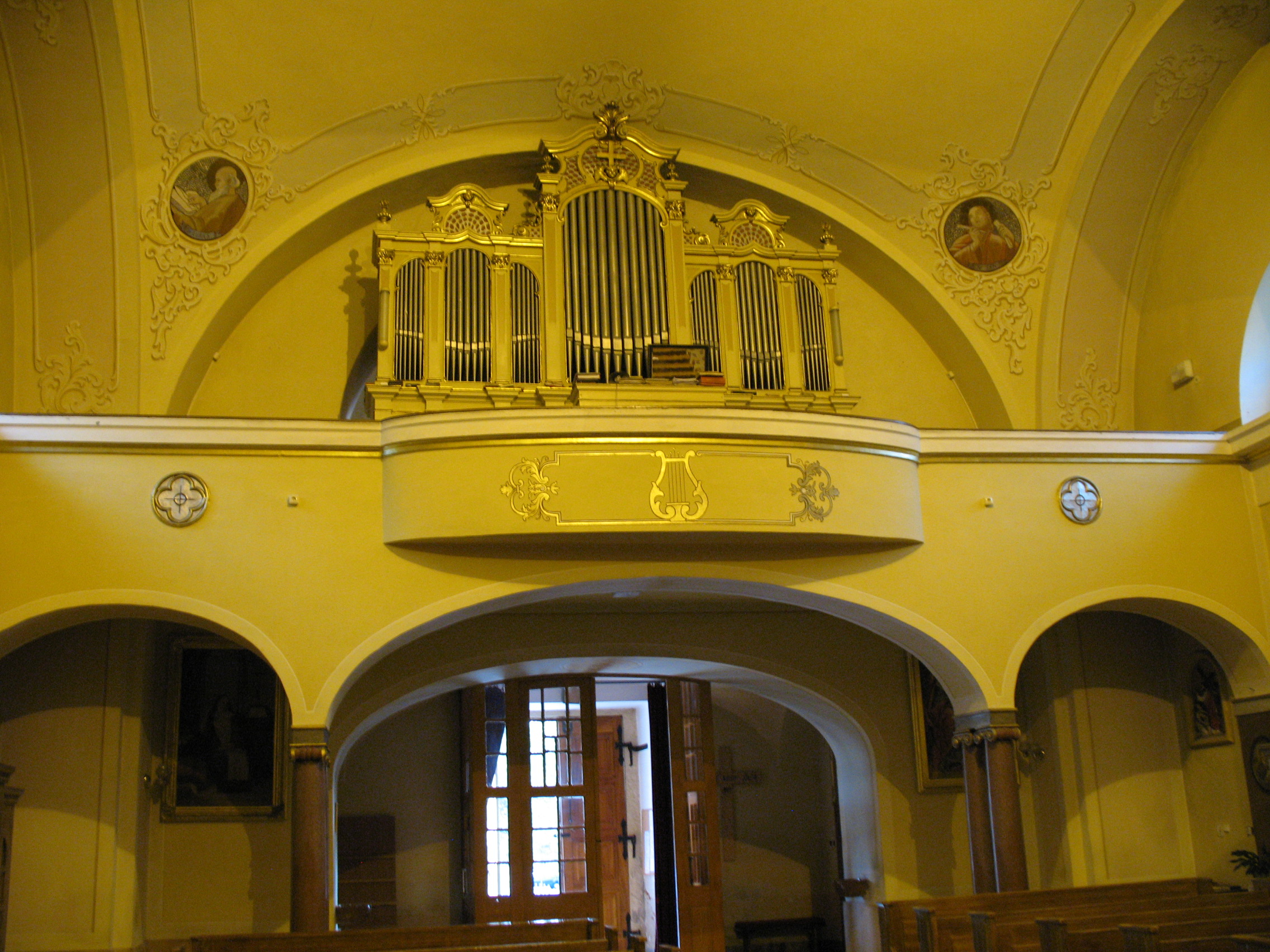
Orgona
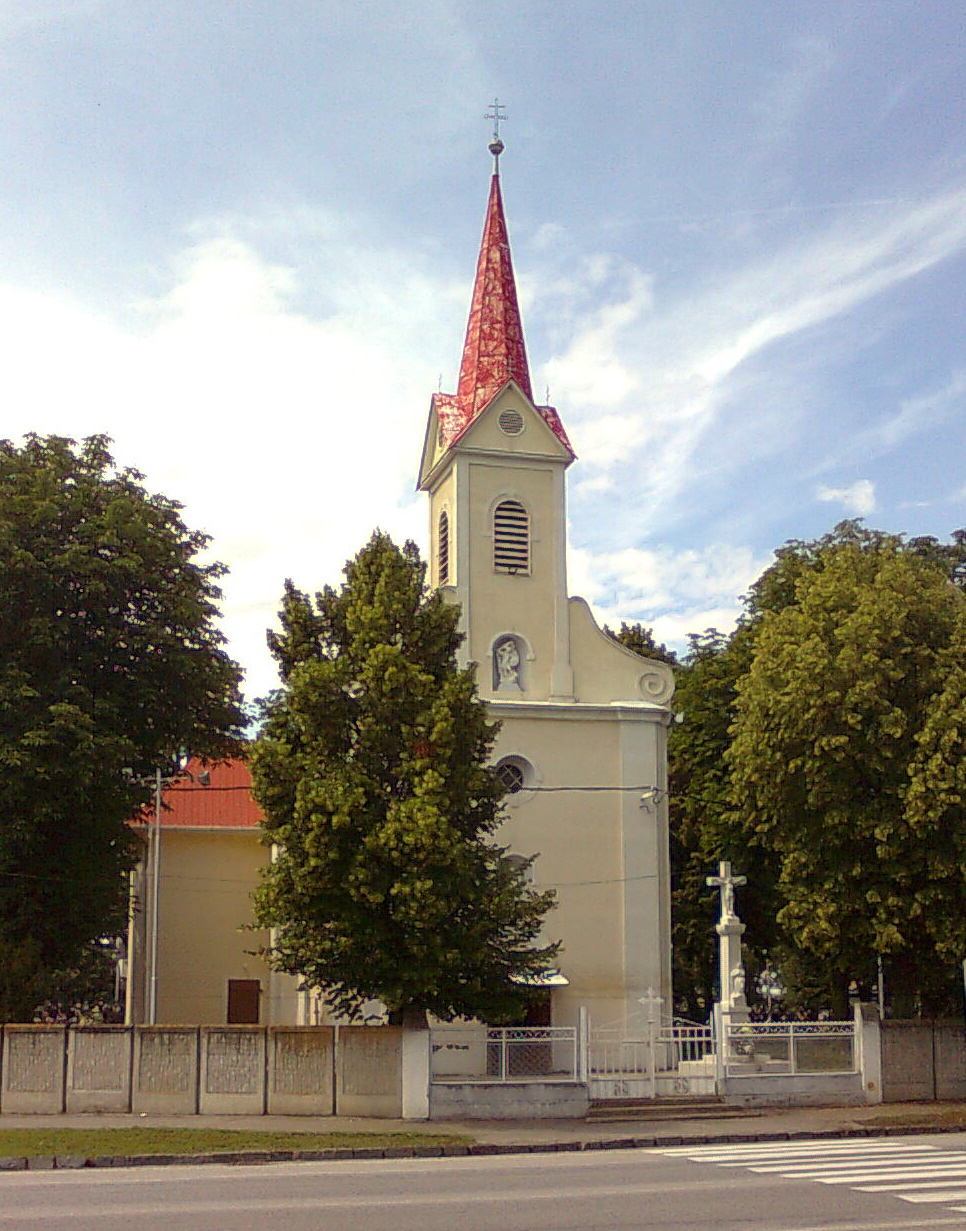
A Szent Család - késő barokk templom
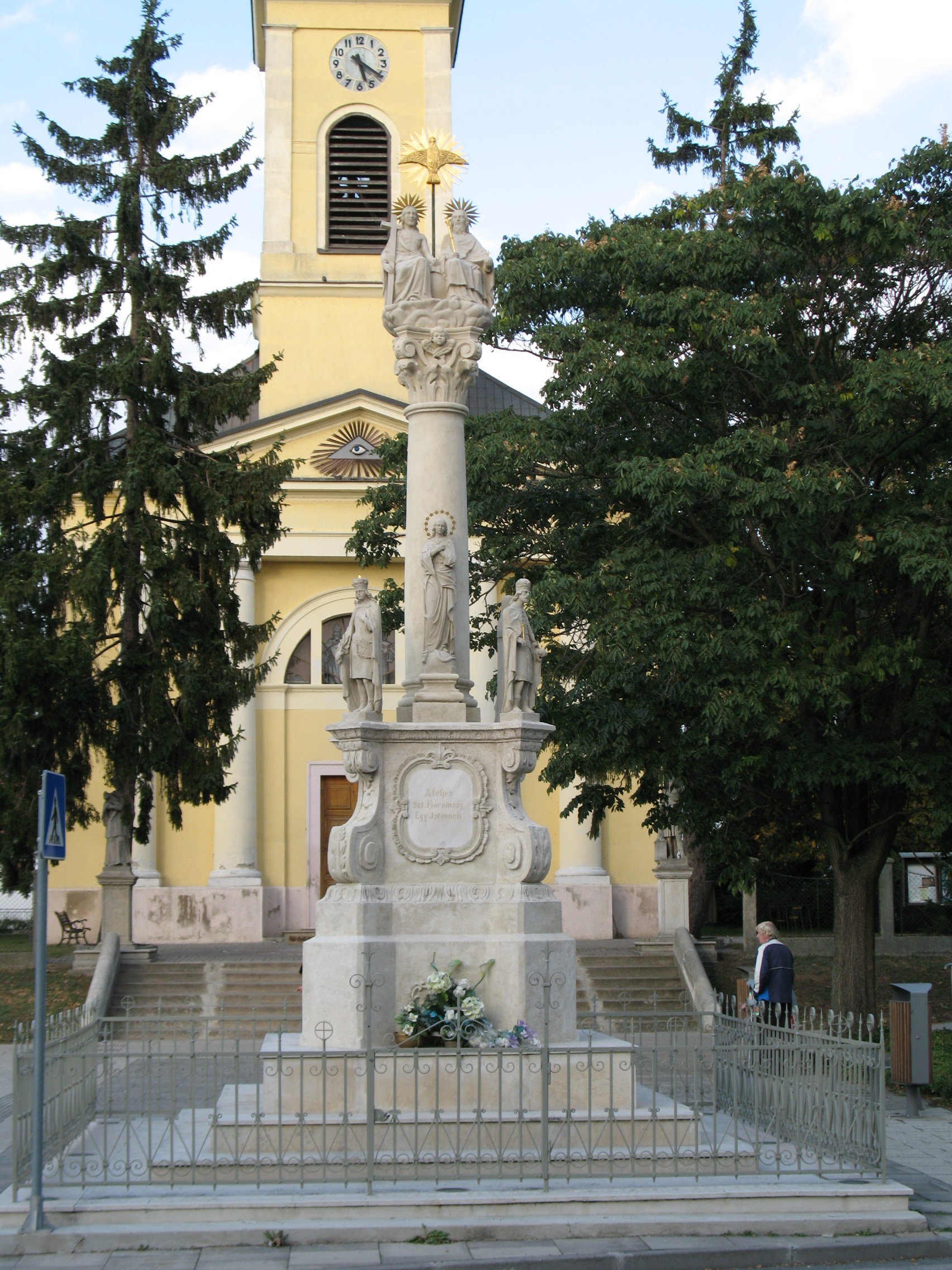
Szentháromság szobor a katolikus templom előtt 1895-ből
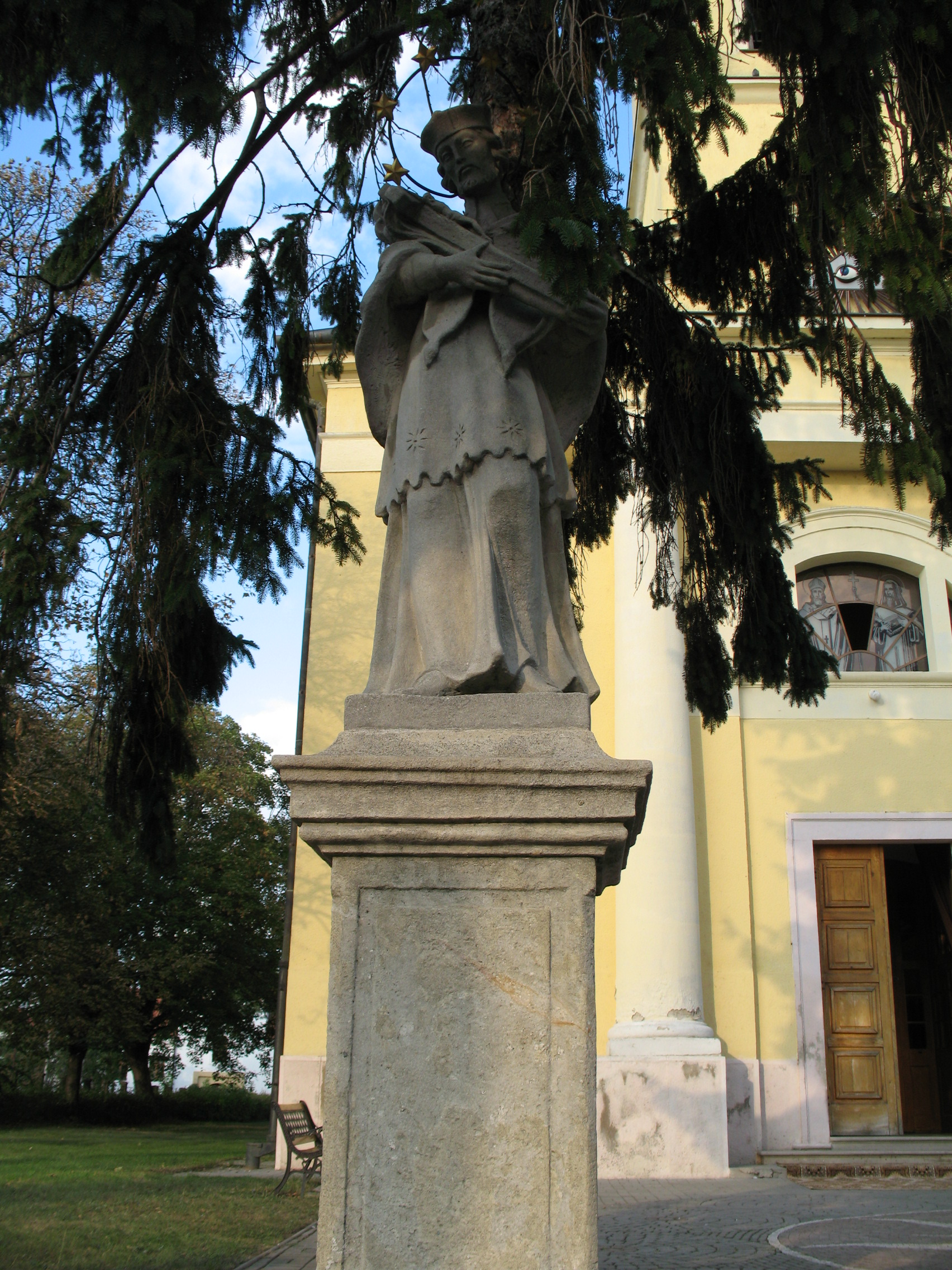
Nepomuki Szent János
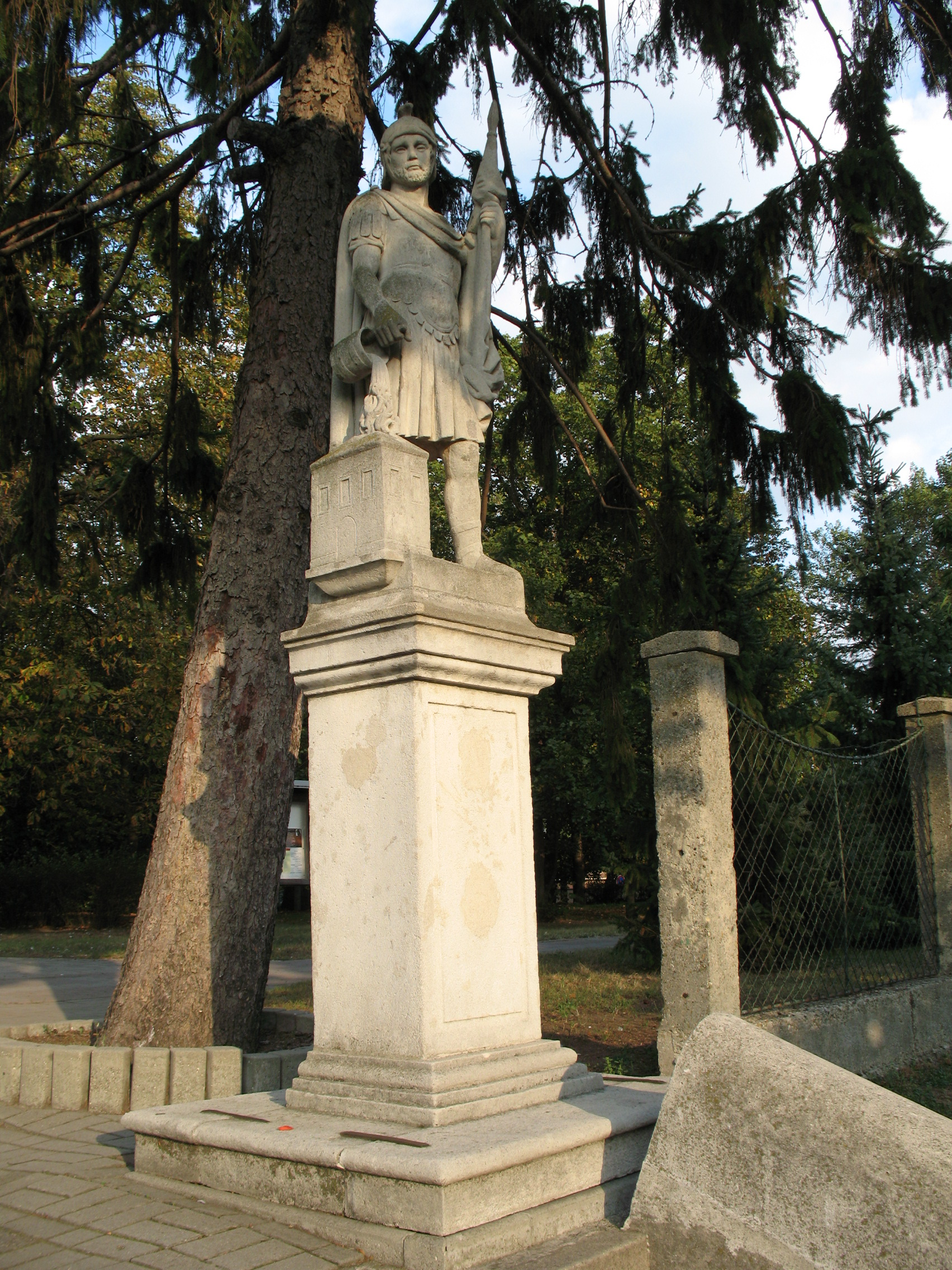
Szt. Flórian
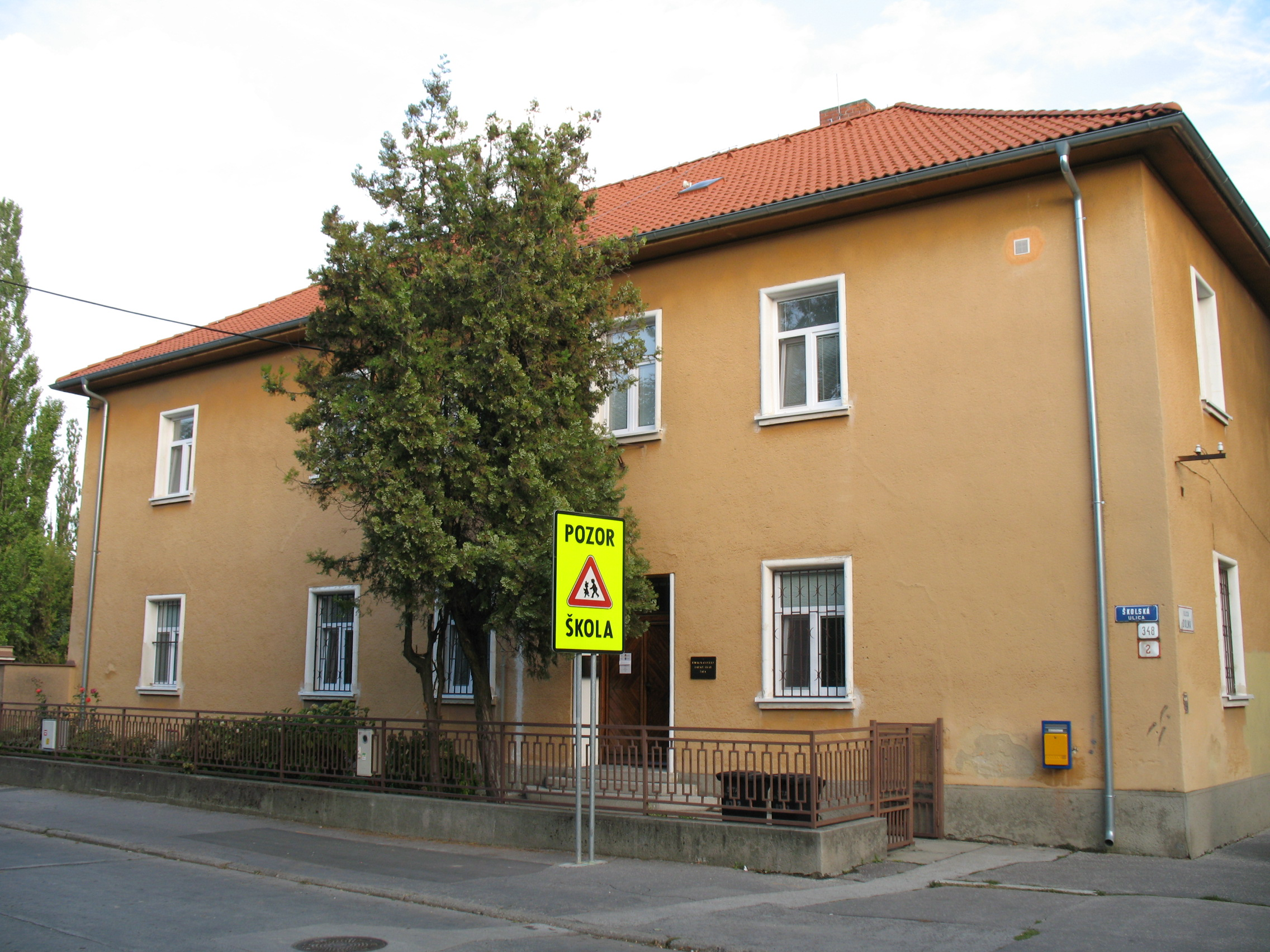
Plébánia
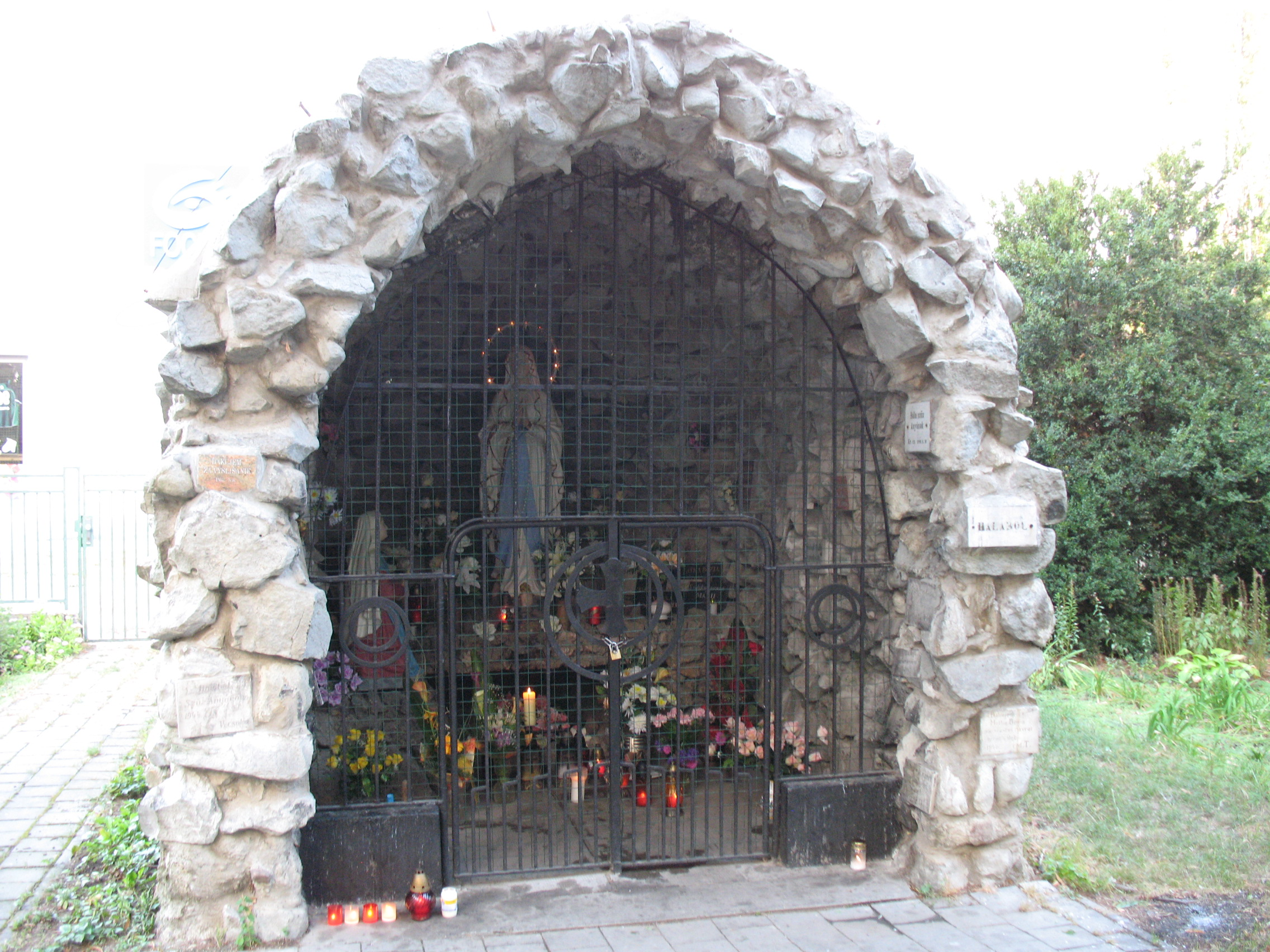
Szűzanya lourdes-i barlang
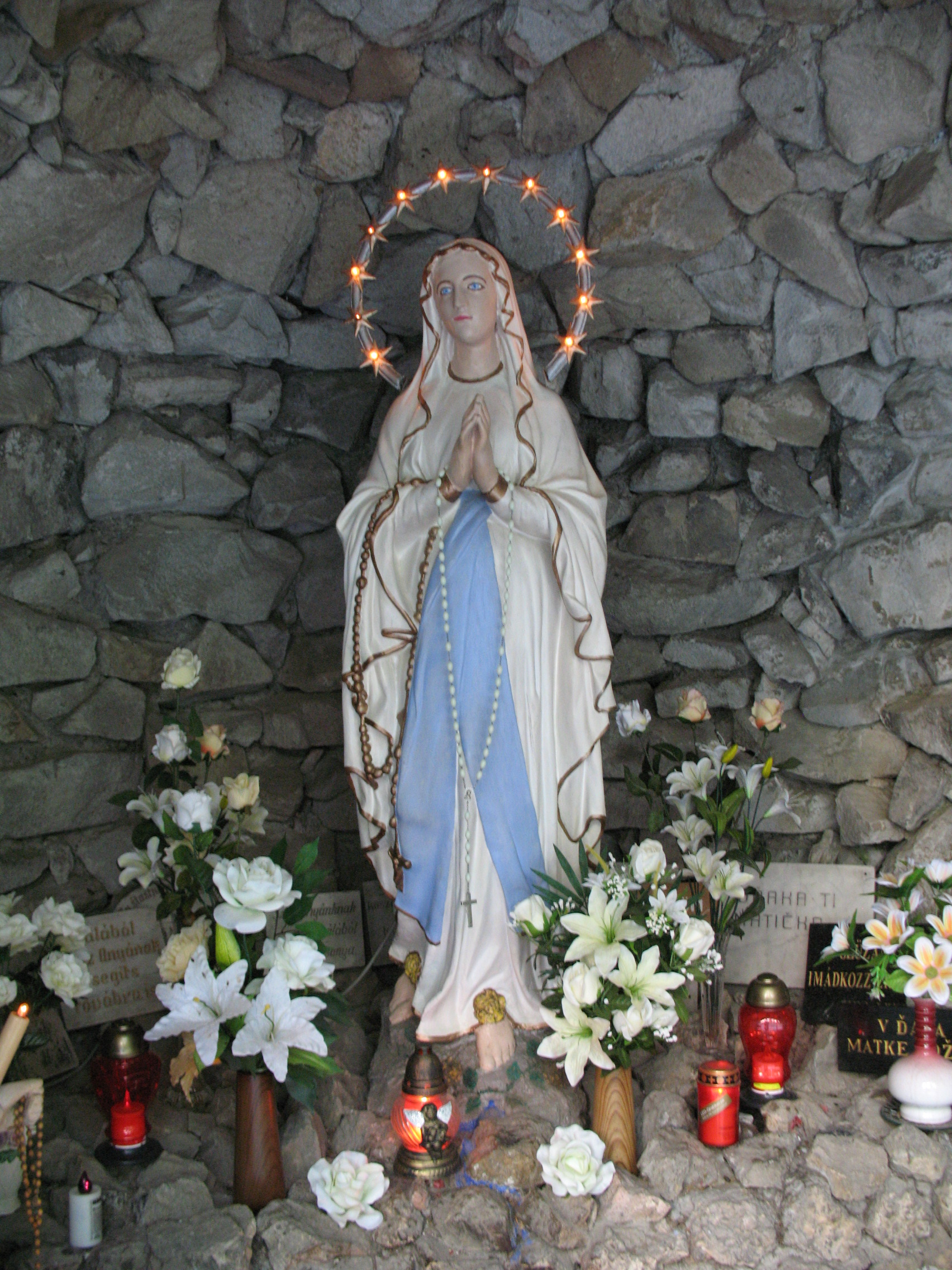
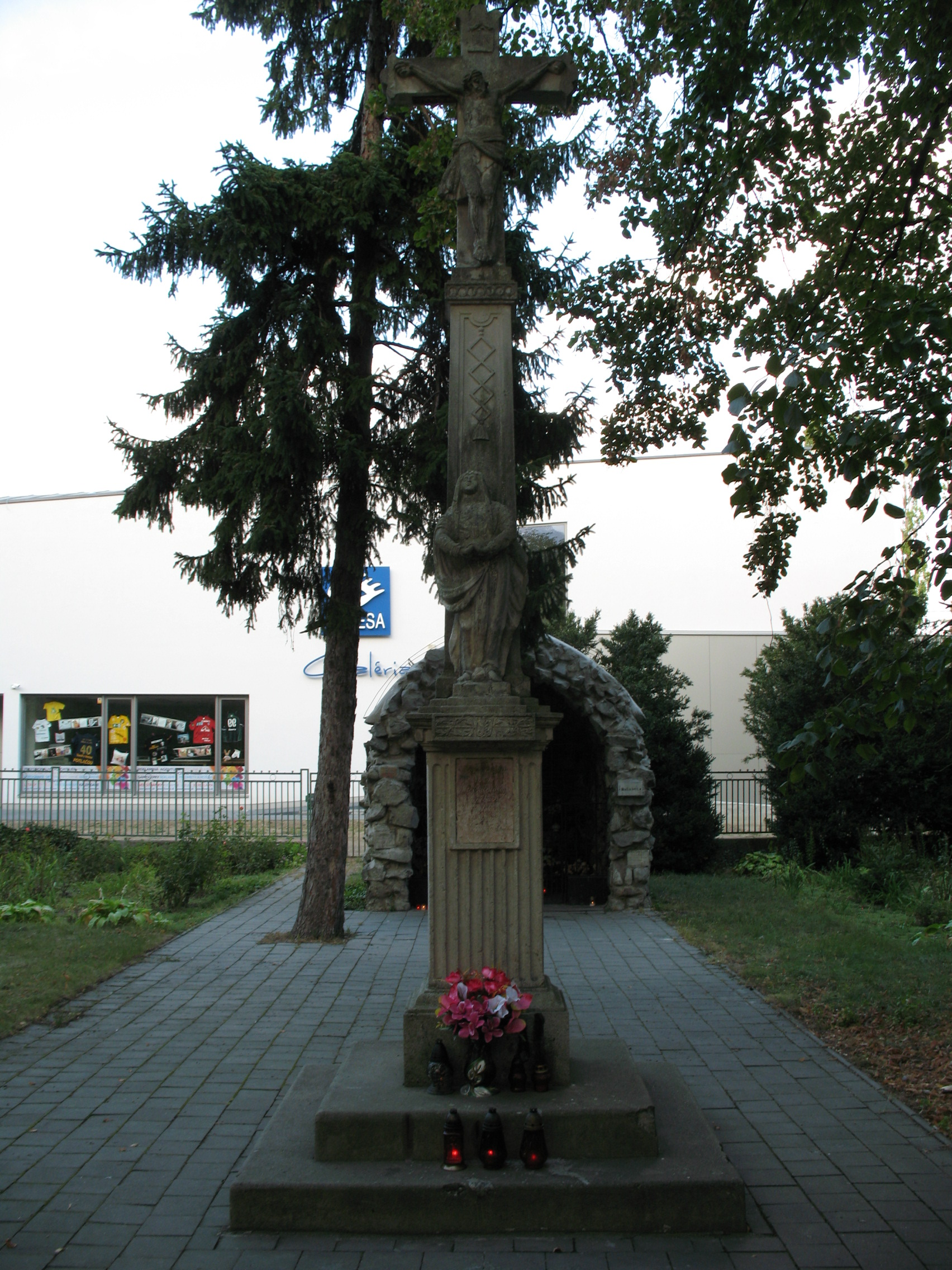
Kereszt a templomkertben
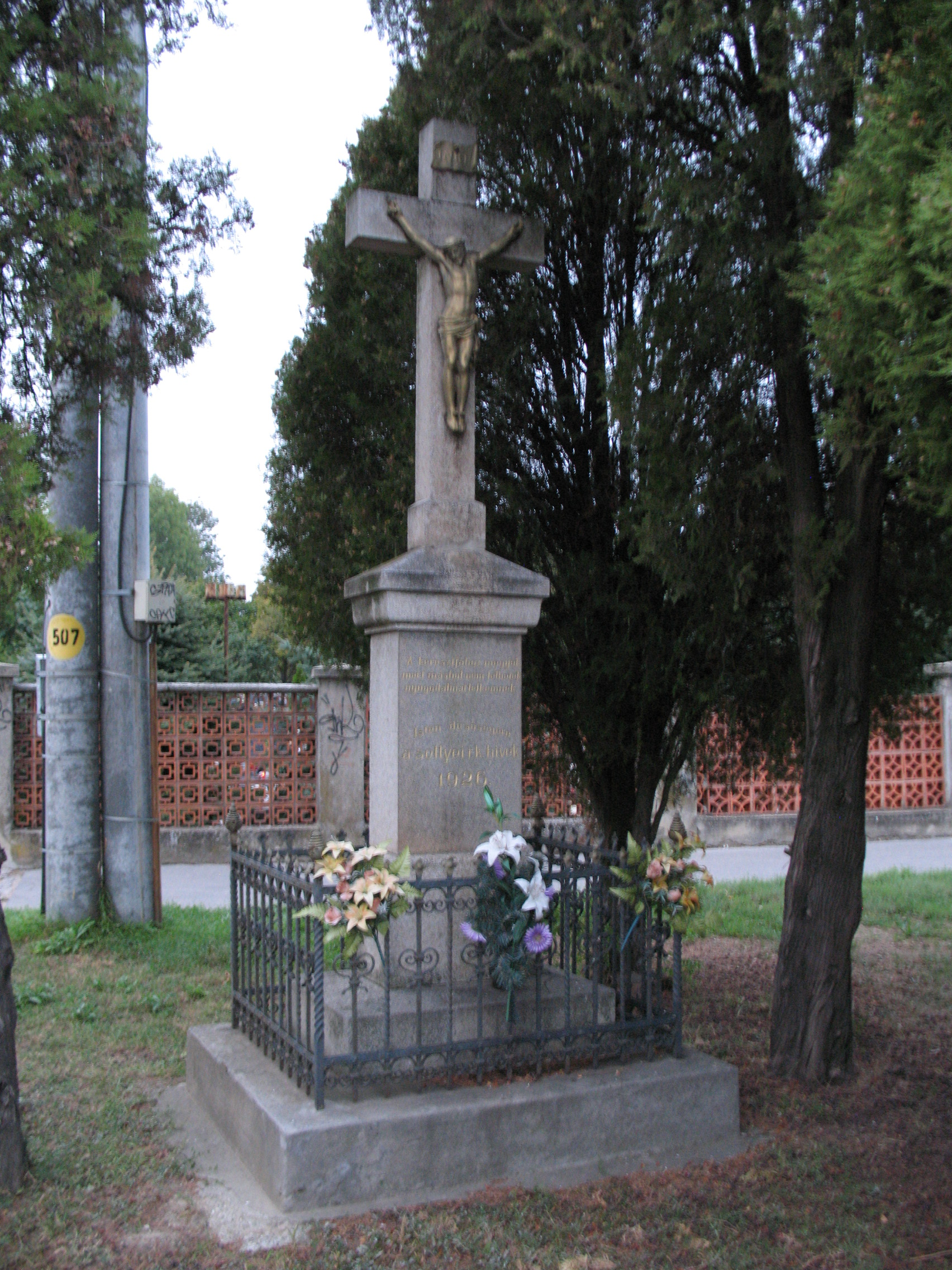
Kereszt a temetőnél 1926-ból
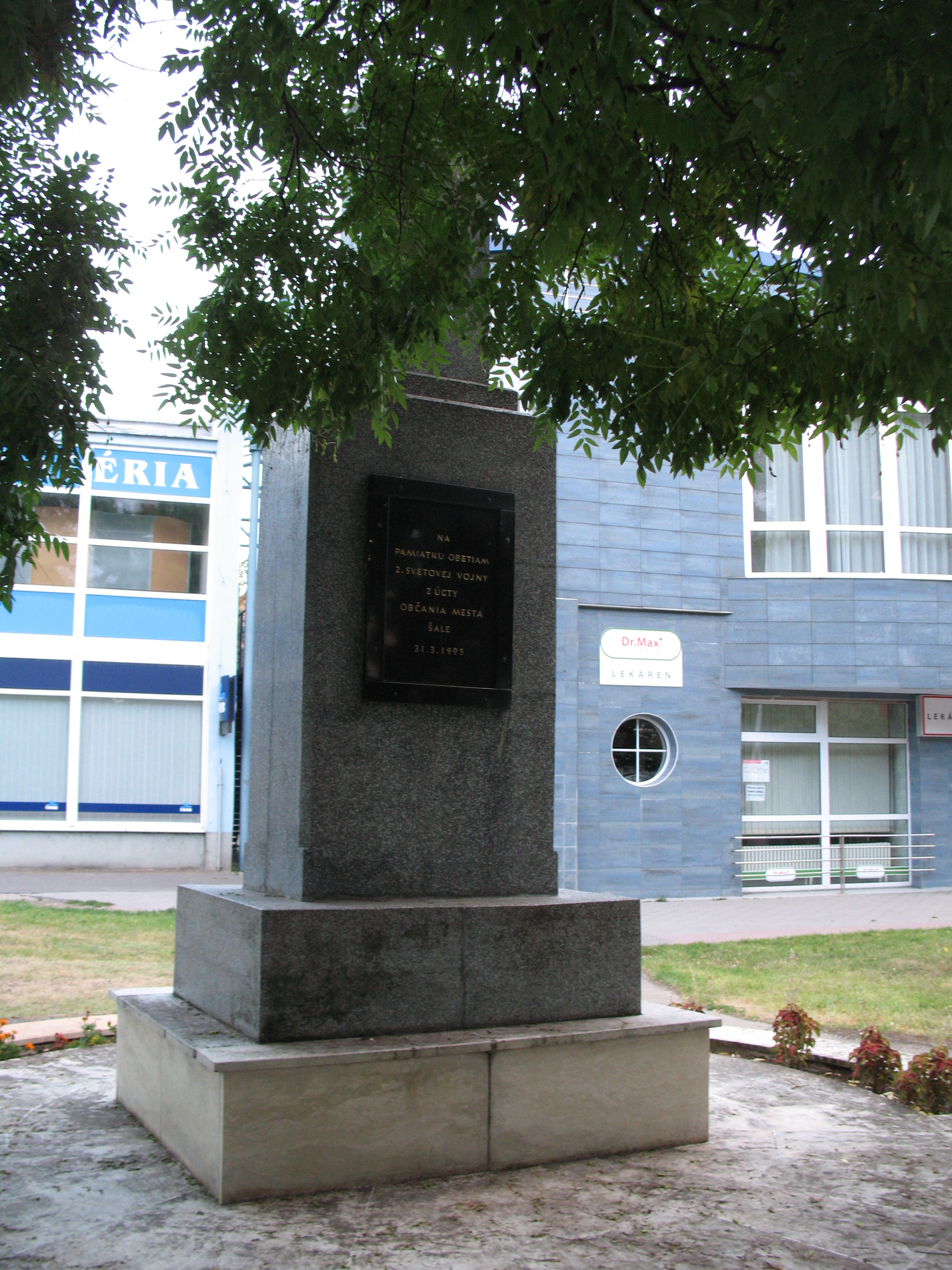
A második világháború áldozatainak emlékműve
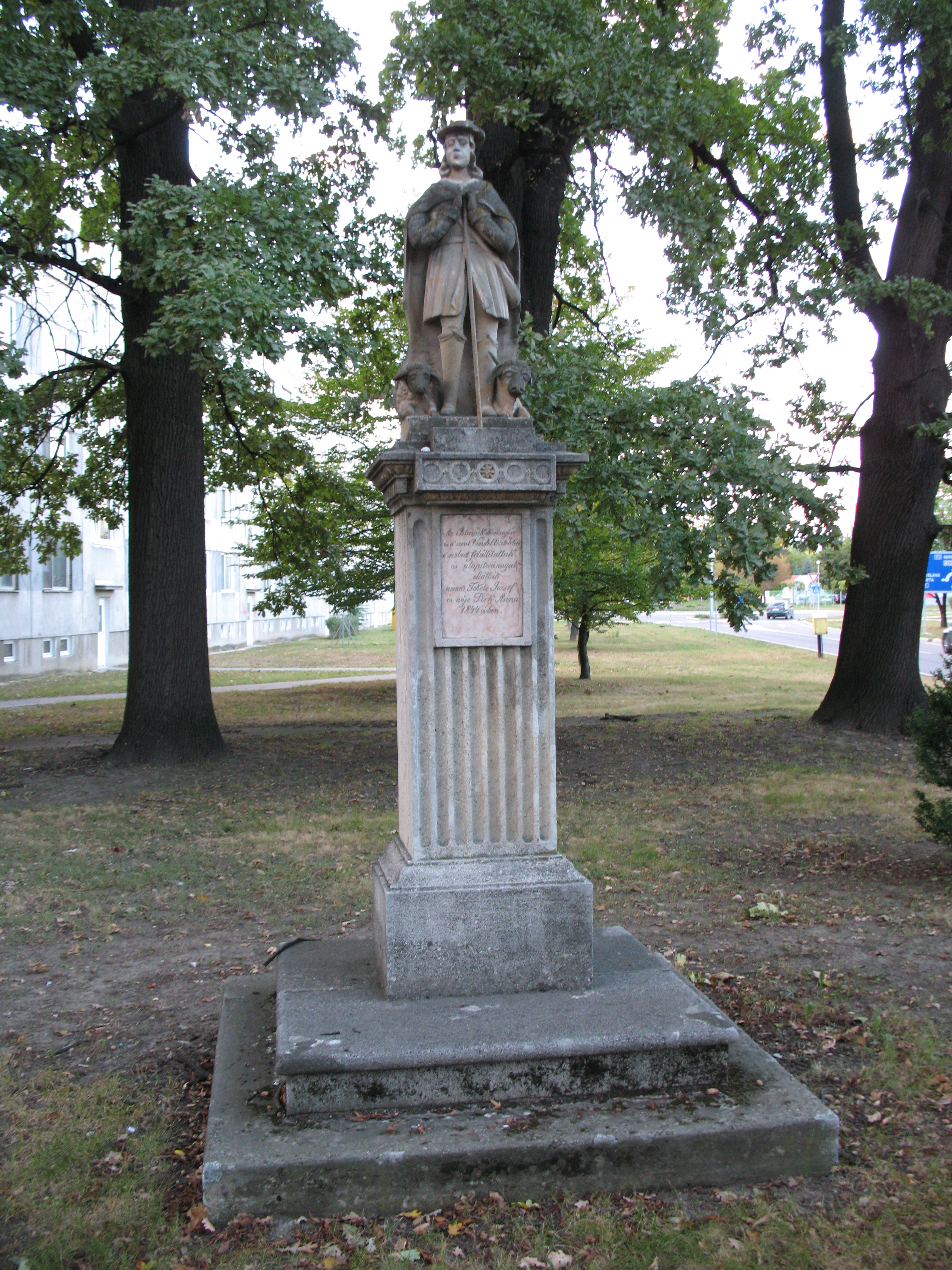
Szent Vendel szobor
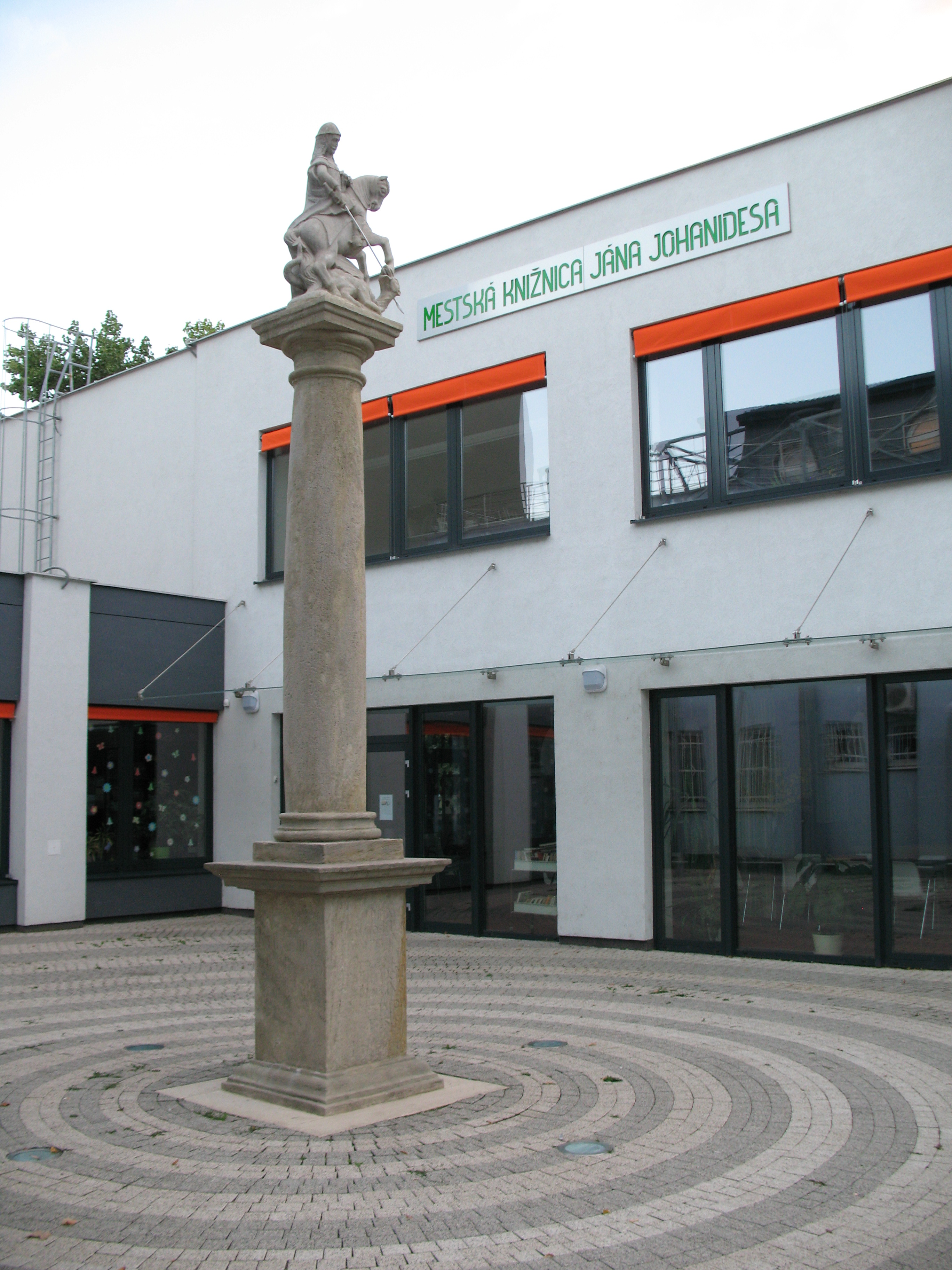
Szent György szobor
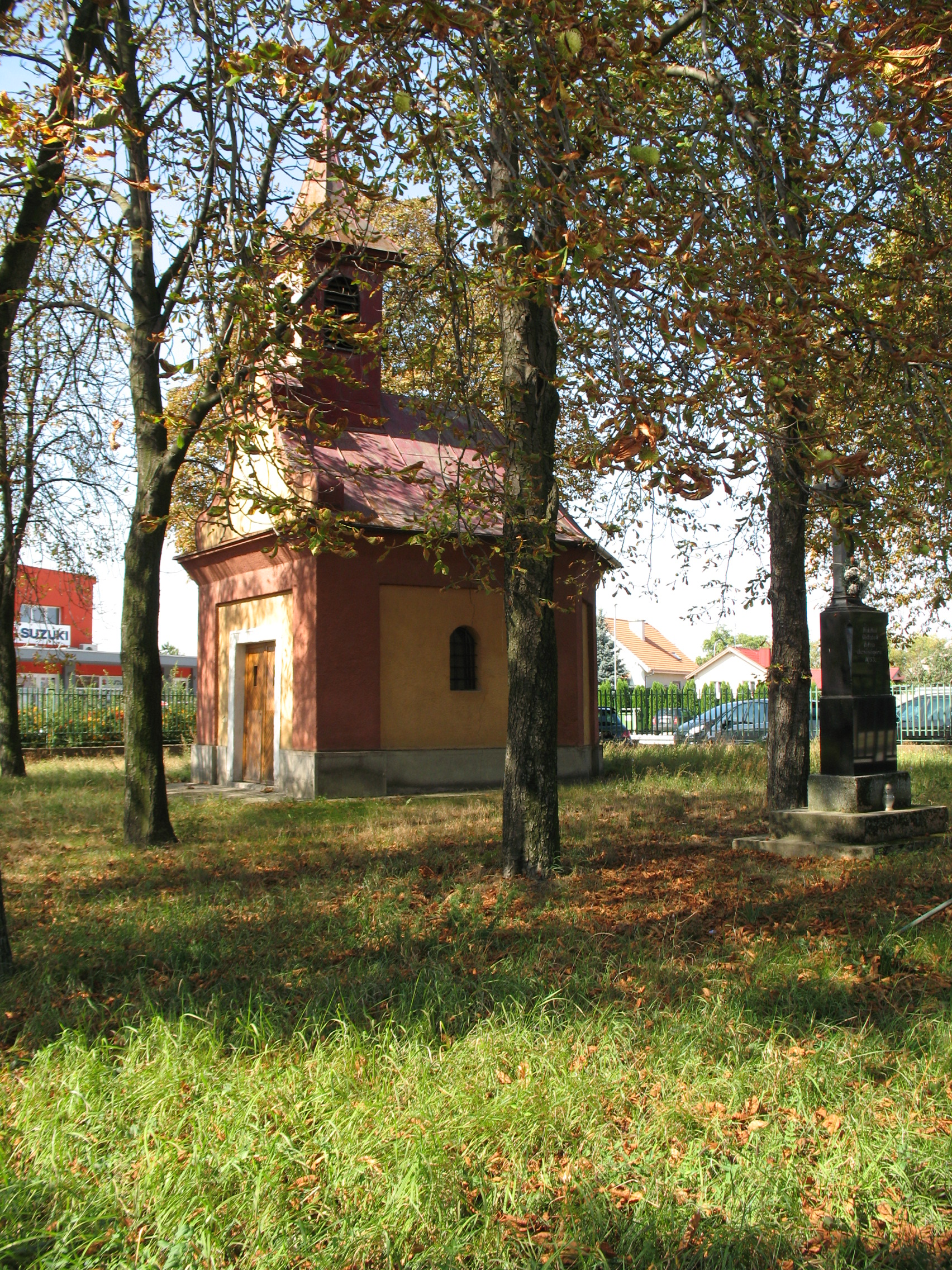
Szent József kápolna
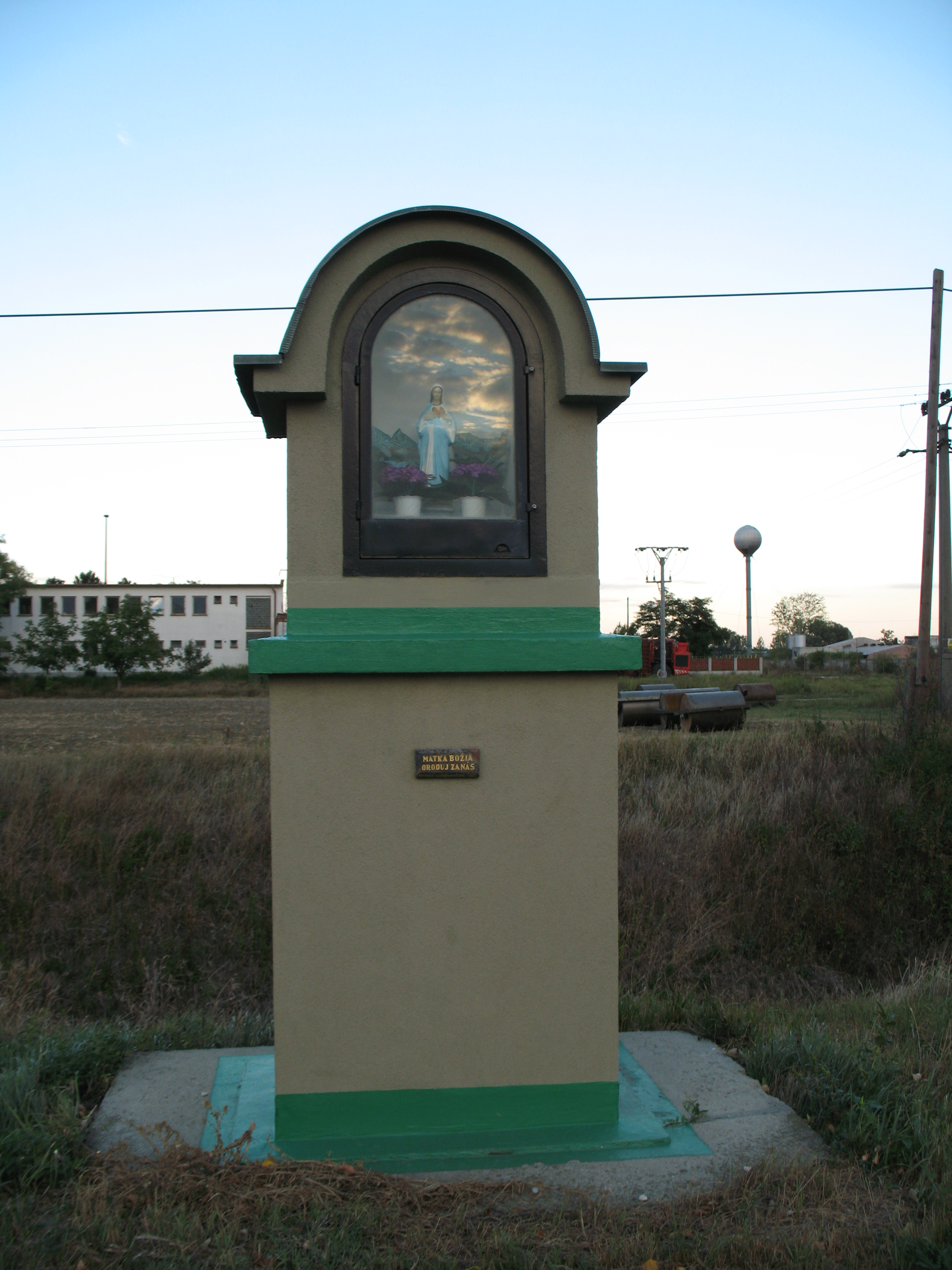
Bakos család ereklyetartója
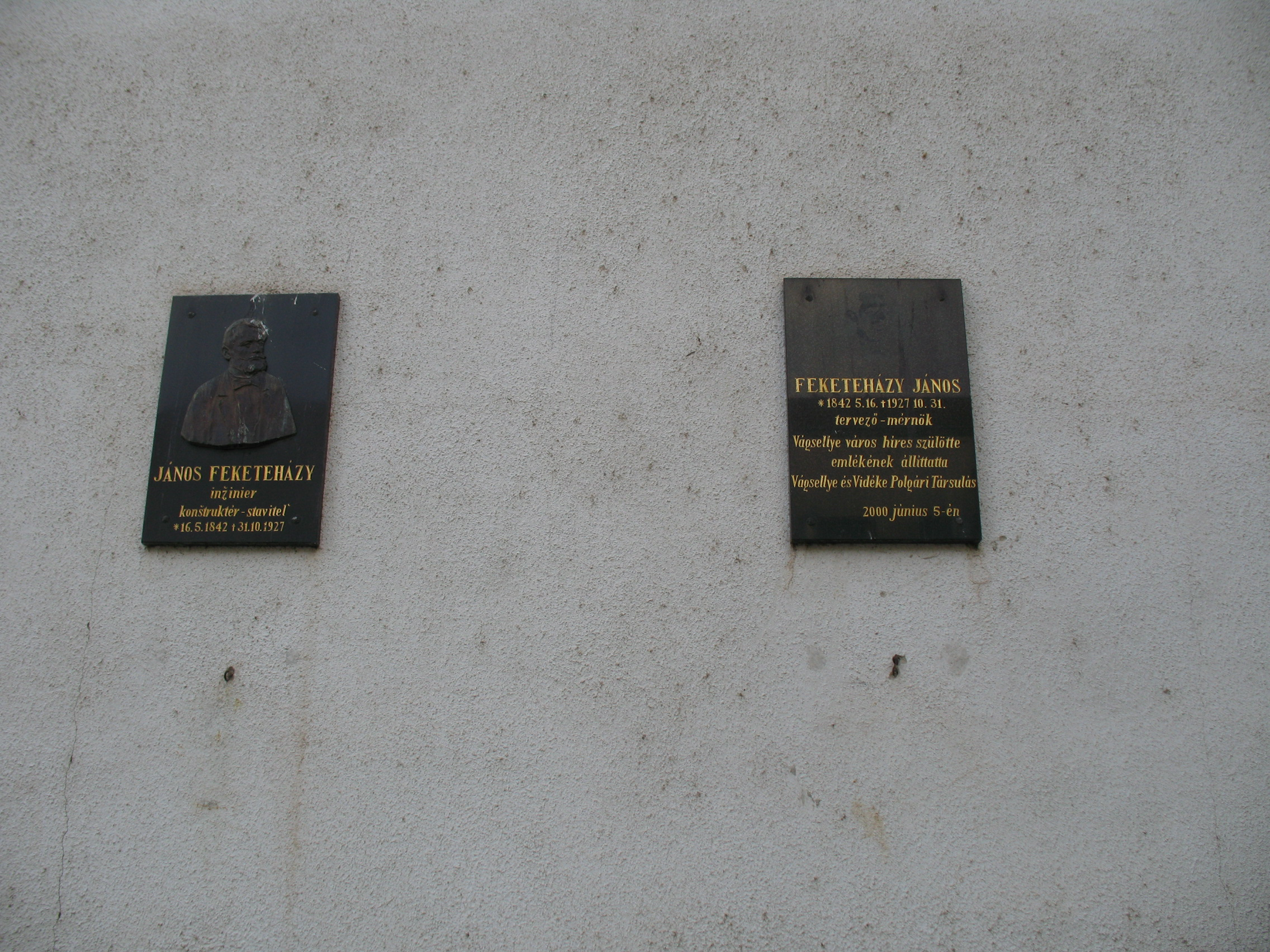
Feketeházy János emléktáblái ma a Városháza oldalán
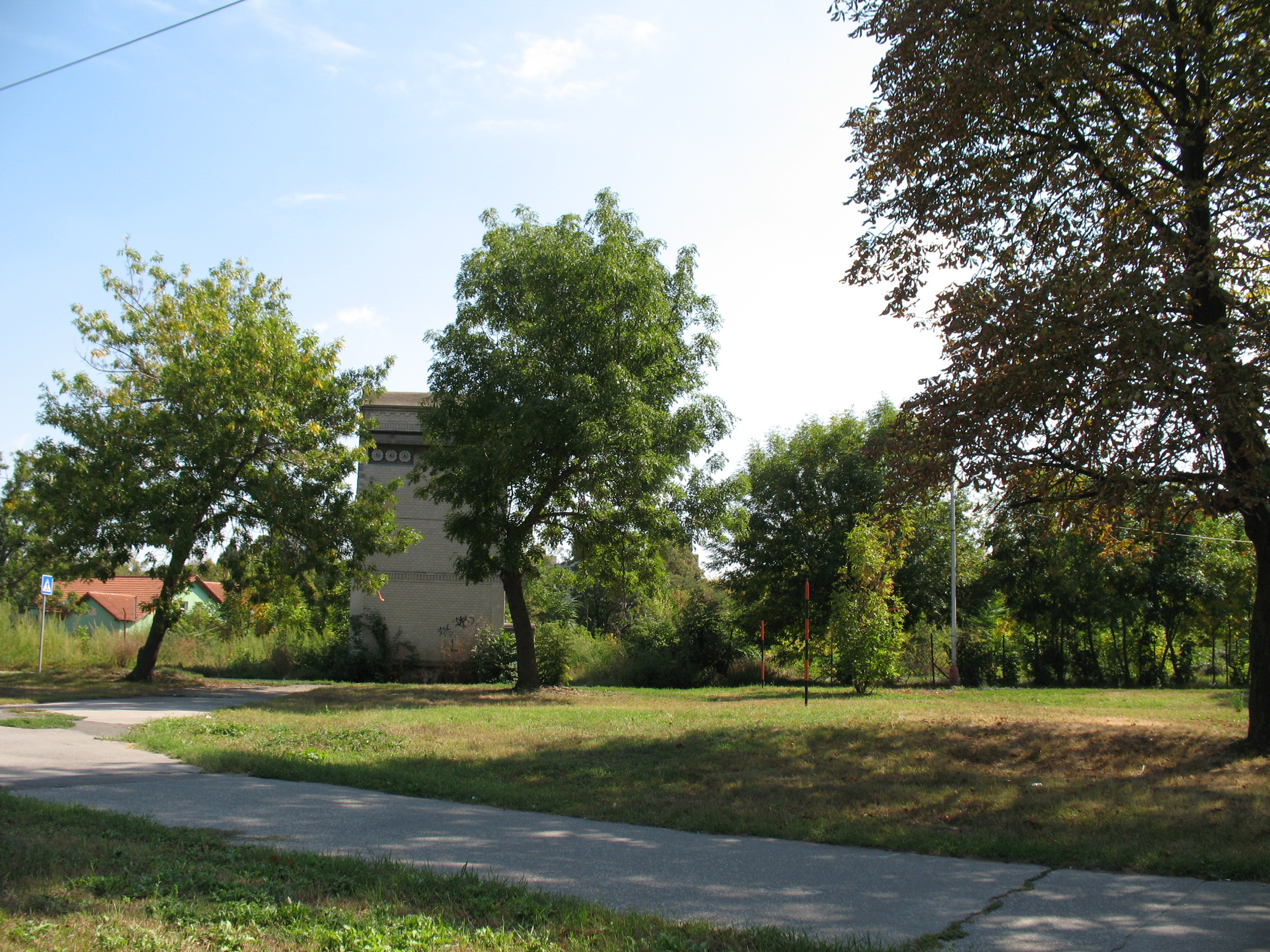
A műmalom megmaradt része
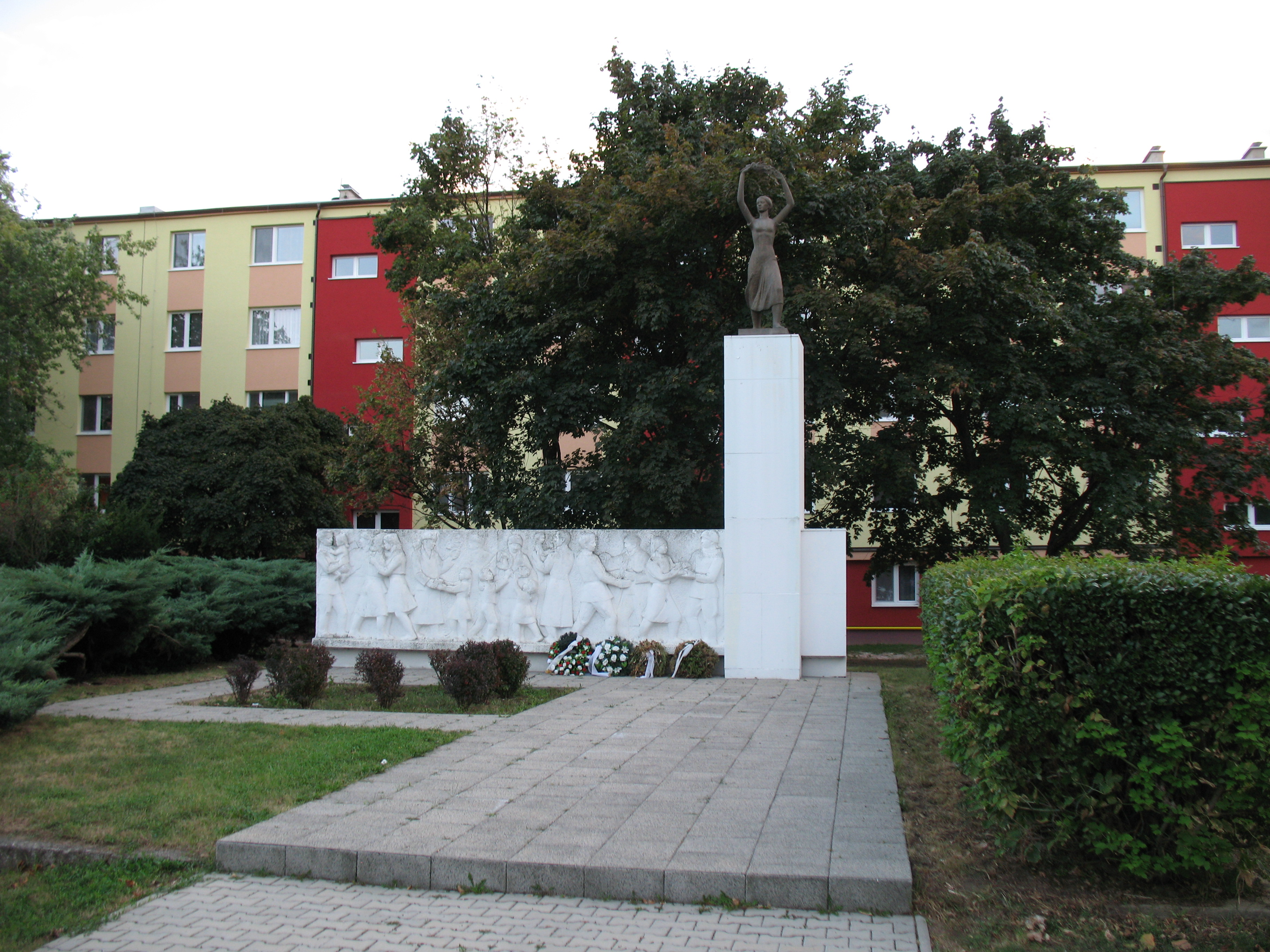
A Szlovák Nemzeti Felkelés emlékműve
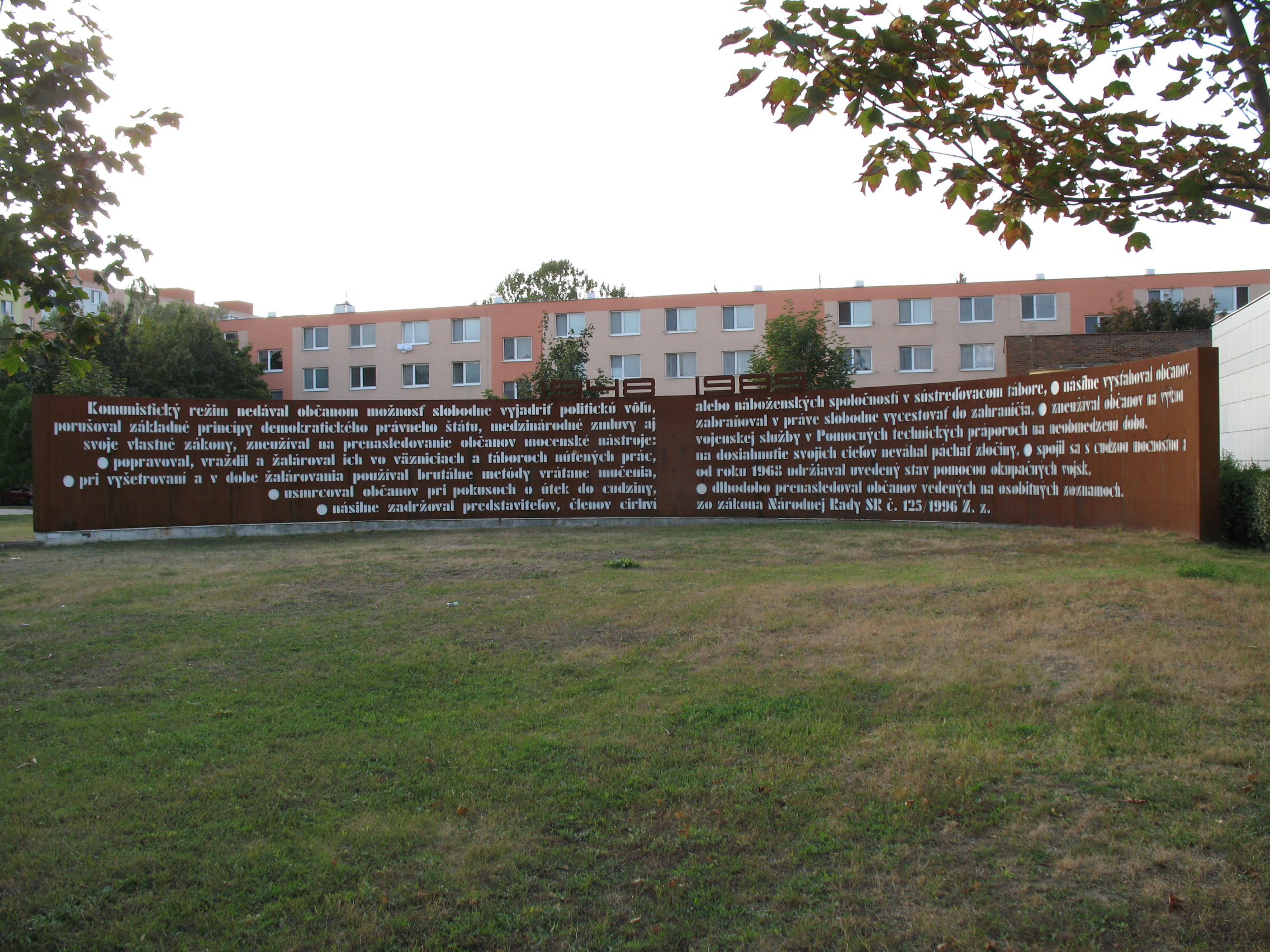
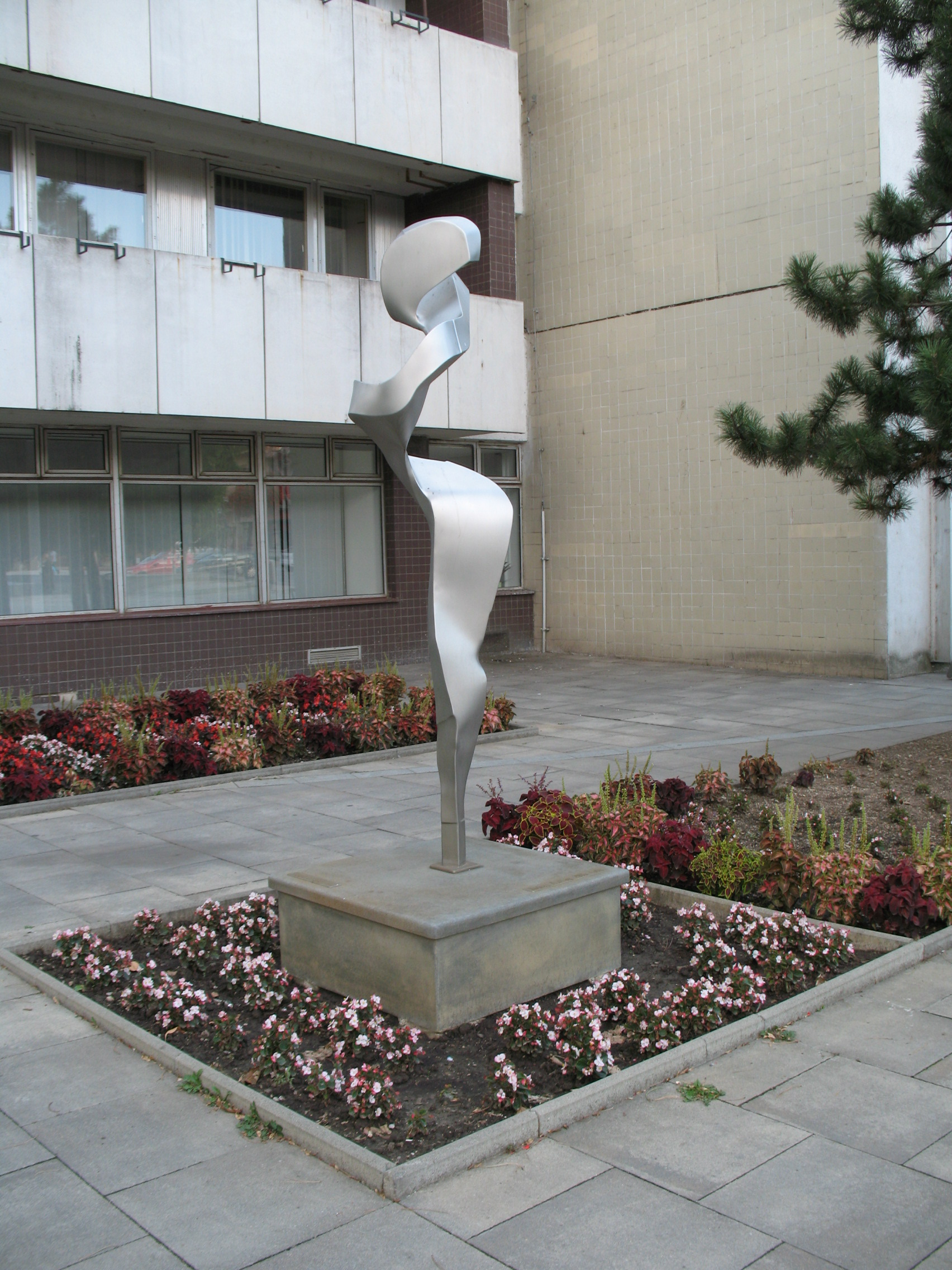
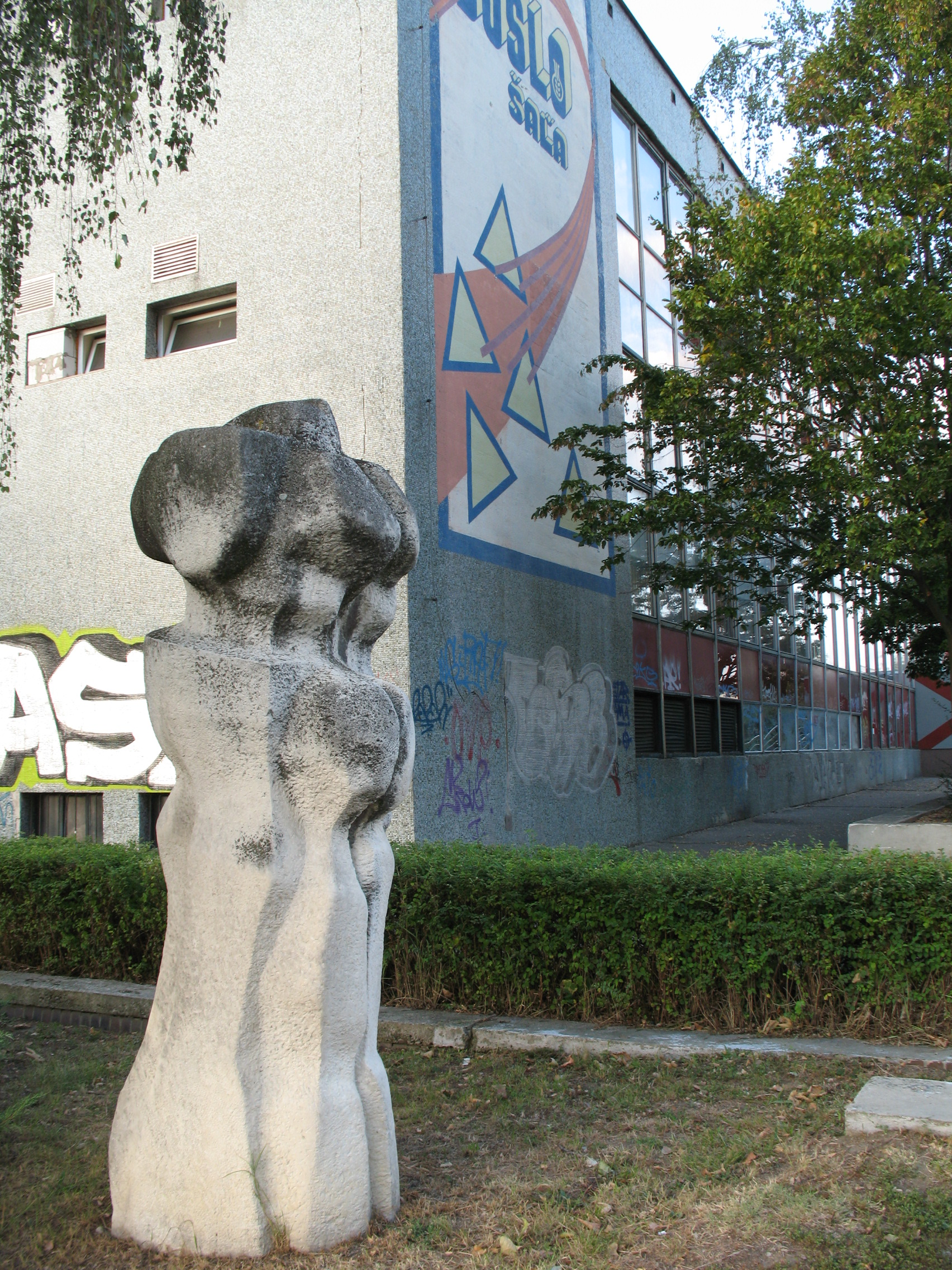

- A város központjában áll a 16. századi átalakított egykori várkastély, a Pázmány-kastély, amelyben a 17. század kezdetén jezsuita kollégium működött. Jelenleg a Szlovák Belügyminisztérium Pozsonyi Állami Levéltárának a fióklevéltára található az épületben. Az 1952-ben alapított intézmény kezdetben Vágsellyei Járási Levéltárként működött, amely 1960-tól a Galántai járás, 1964-től a Dunaszerdahelyi járás levéltára is lett. Megközelítőleg 5080 iratfolyóméter levéltári anyagot őriz az 1340–2003 közötti időszakból. Gyűjteményének legkorábbi oklevele, Károly Róbert egyik 1340-ben kiadott adománylevele. Az intézmény nemzetközi szakkonferenciákat és kiállításokat rendez, szakkiadványokat és évkönyveket ad ki.[27] Az épület külső felújítását 1999-ben végezték.[28]
- Antiochiai Szt. Margit római katolikus temploma 1828-ban épült klasszicista stílusban, egy korábbi, legkésőbb 16. századi templom helyén. Építésze Schwarz György volt.
- A Vecsén található klasszicista stílusban átépített késő barokk római katolikus templomot már a 14. században említik, 1725-ben újították fel.
- A templom közelében található a 19. századi neogótikus kápolna.
- A Szent Család-kápolna 1890-ben épült, és 1995-ben hozták rendbe.
- A Szent József-kápolna a Galántáról bejövő Királyfai út jobb oldalán található. 1702-ben céhes adományokból hozták létre, a mellette álló márványkeresztet 1953-ban emelték. A kápolnát 2016-ban felújították.
- A római katolikus plébániát 1776–1778-ban építették. Az épületet 1930-ban átépítették. Mögötte a Vágfarkasdra vezető út bal oldalán park található, néhány köztéri alkotással.
- A vágsellyei skanzenház még 1730-ban épült. A 20. század kezdetén tűzvész pusztította el az utca nádfedeles házait, egyedül a Kuna család háza, a jelenlegi tájház maradt ép. Az épület a 19. századi mátyusföldi népi építészet stílusjegyeit viseli magán. 60–70 cm vastag, sárból tapasztott falai eredetileg sövényfonással készültek, de a későbbi átépítések folyamán nagy részét vályogtéglákkal helyettesítették. A tisztaszoba falain szentképek sorakoznak, tulipántos láda, vetett ágy, ülőpadkás kemence, sarokpad, s felette házioltár képezik e szoba berendezési tárgyait. Az ágytakaró fehérrel kombinált piros hímzése csak Vágsellyére volt jellemző. A konyha rakott tűzhelye, festett tányérai, cserépedényei is a múlt egykori hangulatát idézik. A hátsószoba bútorainak némelyike a ház eredeti berendezését képezte, némelyike a környékbeli falvakból származik.[29] A tájházat jelenleg a nyitrai múzeum üzemelteti.[30]
- Ján Johanides-könyvtár. A városi könyvtár 2009. március 24-én vette fel a város neves írójának nevét. Az író aláírását ábrázoló emléktáblát, Csillag András szobrászművész alkotását, az épület homlokzatán helyezték el.
- A város történelmét jelképező oszlopsor a főtéren. A három oszlopból összetevődő "műalkotást" 2007-ben avatták fel. A templom felőli oszlop a város területén feltárt kőkorszaki leletre utal. A középső alkotás a bronzkori ékszerleleteket, s a városháza felőli harmadik oszlop a település első írásos említését jelképezi. Az oszlopok magassága 3,7 méter.
- Az Antiochiai Szt. Margit templom előtt található Szentháromság szobrát 1895-ben állították az 1886-ban a templomtoronyba való villámcsapás emlékére. 1974-től 1992-ig a templomkertben várta a felújítást.
- A templomkertben lurdi-barlang található, amely előtt 1724-ből származó kereszt áll.
- A római katolikus templom előtt található Szent Flórián és Nepomuki Szent János szobra. Mindkét szobor alkotója ismeretlen, az előbbi a 19. században készülhetett és 1997-ben restaurálták, míg az utóbbi a 18. századból származik. Műemlékvédelmi okokból az eredetit a kastélyba helyezték át és a templom előtt egy-egy másolatot helyeztek el.[31]
- A templomkert sarkán található az első világháborús elesettek emlékműve, amelyet 1940. november 10-én adtak át.
- A város közepén a városi könyvtár közelében található a világháborús emlékmű.
- Ismeretlen alkotó műve a 19. századból származó Szent György-szobor a városi könyvtár előtt.
- A Vágfarkasdra vezető Alsó (Dolná) utcán a Szlovák Nemzeti Felkelés emlékműve, továbbmenve pedig az 1844-ben felavatott Szent Vendel-szobor található.
- A városi temetőben több jeles személyiség mellett, megtalálható a Feketeházy-család kriptája.
- A város temetőjében temetőkereszt található, amely a templomkertben állónak mása.
- A Jozef Murgaš Szlovák Tanítási Nyelvű Alapiskola közelében lévő artézikútnál szintén található egy vörösmárvány kereszt. Feltner Jakab nyitrai kőfaragó készítette, 1884-ben.
- A városban 5 artézi kút is található, ebből négynek a vize iható.
- A városban és a közeli falvakba vezető közutak mellett több szakrális kisemlék (szobrok, keresztek, Bakos család ereklyetartója) található.
- 2002-ben felavatott emléktábla a zsidó áldozatok emlékére a városi könyvtár épületén.
- Sellyei Miskovics József író emléktáblája a városi könyvtár homlokzatán.
- 2000-ben állított emléktábla Feketeházy János tervező-mérnöknek, ma a városháza épületén található.
- Emléktábla a deportált zsidók emlékére a vágvecsei zsidó temetőben.
- Kopjafa az 1848-49-es szabadságharc emlékére a templomkertben, amelyet 2013. március 17-én avattak fel.[32]

## Neves személyek

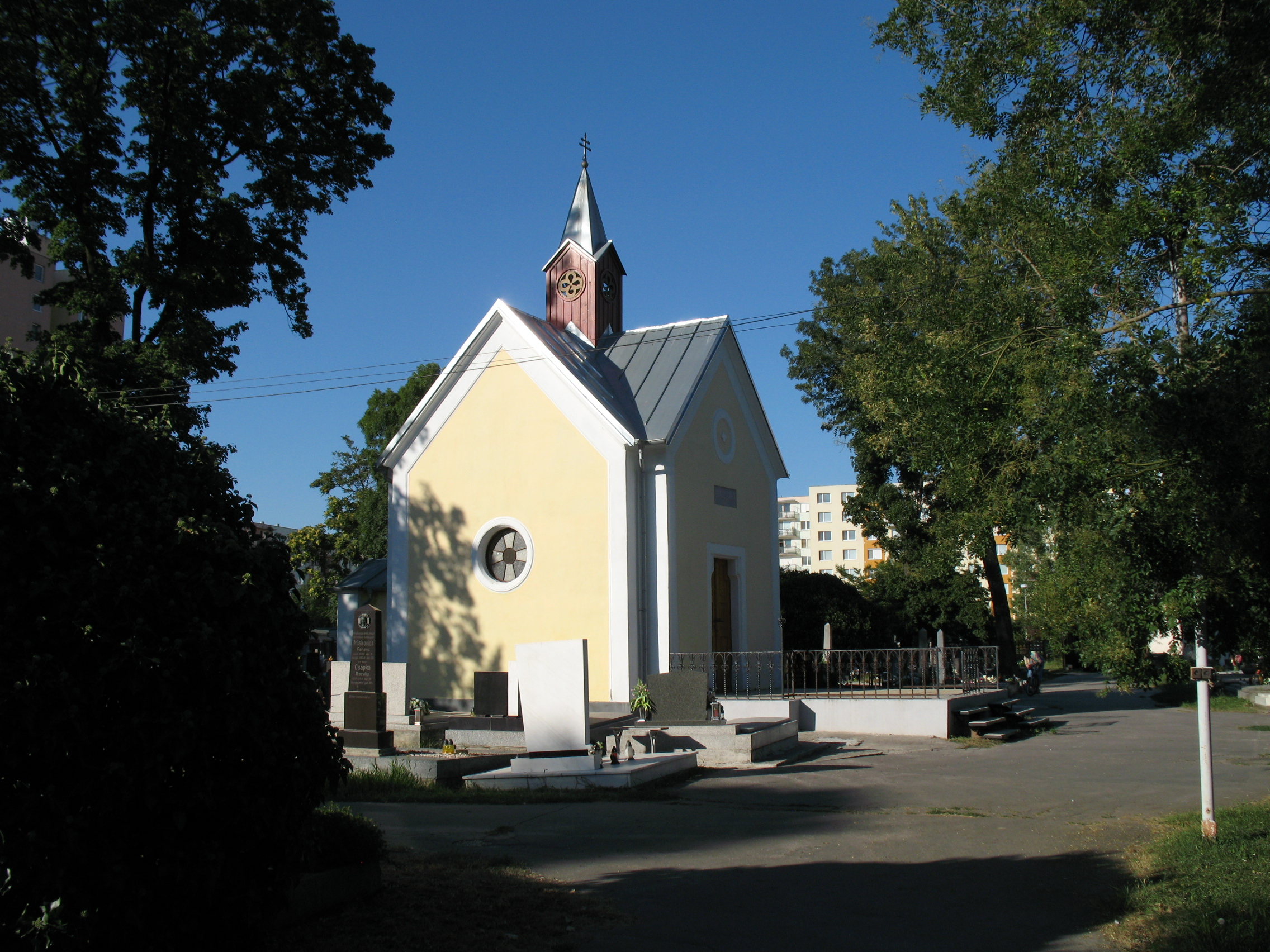
A Feketeházy család kriptája

- A városhoz sok szállal köthető Pázmány Péter (1570. október 4. – 1637. március 19.)
- Itt tanított többek között Szántó István, Hajnal Mátyás, Bertók Imre
- Itt szolgált többek között Veresmarti Mihály, Bartakovics Béla, Fekete Lajos[33]
- Itt tanult többek között Bottyán János (jezsuita gimnázium) kuruc generális
- Itt született 1648. december 15-én Csete István költő, jezsuita hitszónok
- Itt született 1736-ban Riskovics József pesti sebészorvos, Pest-Pilis-Solt-Kiskun vármegye és Pest város tisztiorvosa, könyvgyűjtő.
- Itt született 1842. május 16-án Feketeházy János hídmérnök, többek között a budapesti Szabadság híd tervezője.
- Itt született 1881. január 17-én Mátéffy Viktor magyar katolikus pap, pápai prelátus, országgyűlési képviselő.
- Itt született 1898-ban Ruttkay György jogász, miskolci festőművész.
- Itt született 1907-ben Kovács Zoltán lelkész.[34]
- Itt született 1909. január 1-jén Sellyei Miskovics József költő, népi író
- Itt született 1913-ban Tóth-Vásárhelyi József szájharmonika-művész
- Itt született 1914-ben Takáts Vilmos népi festő [35]
- Itt született 1954-ben Novák Veronika levéltáros, helytörténész, a vágsellyei levéltár igazgatója.
- Itt született 1959. február 27-én Tóth Károly irodalomkritikus, tudományszervező, szerkesztő, politikus
- Itt született 1959. május 25-én Papp Imre költő
- Itt született 1959. szeptember 30-án Gyurovszky László, 2002–2006 között Szlovákia Építésügyi és Regionális Fejlesztésügyi minisztere
- Itt született 1960. március 16-án Kaszás Attila színművész
- Itt született 1962-ben Haraszti Ildikó műfordító, szerkesztő.
- Itt született 1962. április 1-jén Jakubecz Mária író, publicista, szerkesztő
- Itt született 1962-ben Szarka Gyula Kossuth-díjas énekes, gitáros, zeneszerző, a Ghymes együttes alapító tagja.
- Itt született 1963-ban Ágh Lívia operaénekes
- Itt született 1963-ban Lovász Attila újságíró, szerkesztő
- Itt született 1964-ben Szarka Tamás Kossuth-díjas énekes, zeneszerző, zenész, költő, a Ghymes együttes alapító tagja.
- Itt született 1966-ban Bukovszky László történész, levéltáros.
- Itt született 1966. március 30-án Tóth Ildikó műfordító, kutató
- Itt született 1967. január 12-én Richard Stanke szlovák színész
- Itt született 1973-ban Roman Slyško szlovák nemzetközi labdarúgó-partbíró, érsebész
- Itt született 1973. november 23-án Lakatos Róbert brácsaművész
- Itt született 1975. szeptember 2-án Polgár Anikó költő, irodalomtörténész, műfordító
- Itt született 1979. február 23-án Fehér Kriszta költő, író
- Itt született 1982-ben Robo Papp szlovák popénekes
- Itt született 1983-ban Nagy Csilla szobrászművész
- Itt született 1984-ben Ribánszki László szlovákiai magyar labdarúgó, kapus.
- Itt született 1984-ben Buday Péter művészettörténész
- Itt született 1985. április 22-én Csuthy András régész, muzeológus.
- Itt született 1986-ban Fedor Norbert magyar származású szlovákiai labdarúgó, kapus.
- Itt született 1993-ban Peter Šrámek szlovák énekes.
- Itt született 1996-ban Bergendi Barnabás magyar színész, rendező.
- Itt született Martin Konrád szlovák popénekes, szlovák megasztár döntős
- Itt hunyt el 1797-ben Kendrai Gábor Jézus-társasági áldozópap és plébános
- Itt hunyt el 1876. február 20-án Almásy István katolikus pap, egyházi író
- Itt hunyt el 1996. január 15-én Réső E. Zoltán író, költő
- Itt hunyt el 2008. június 5-én Ján Johanides szlovák író, aki 1972 óta élt a városban
- A Vágsellyei járásban, Tornócon született 1939-ben Eduard Kukan, 1998–2006 között Szlovákia külügyminisztere, jelenleg az SDKÚ-DS alelnöke és Európa parlamenti képviselő
- Itt tanult Esterházy Miklós (1582-1645) nádor, családja fraknói ágának őse.
- Itt szolgált Dobokay Sándor (1565-1621) hitszónok.
- Itt szolgált Kisdy Benedek (1598 körül – 1660) szerémi püspök 1644-től, nagyváradi püspök 1646-tól, egri püspök 1648-tól haláláig, királyi tanácsos.
- Itt szolgált Széchényi György (1603/1605/1606–1695) csanádi, pécsi, veszprémi, majd győri püspök; kalocsai, később esztergomi érsek, prímás, katolikus egyházi író
- Itt szolgált Gubasóczy János (?–1686) magyar főpap
- Itt szolgált Durguth József (1790-1872) bölcseleti és teológiai doktor, esztergomi kanonok
- Valószínűleg itt szolgált Maár Károly (1813-1878) római katolikus plébános, pápai kamarás
- Itt szolgált Pavol Macháček (1887-1969) szlovák plébános, csehszlovák politikus, parlamenti képviselő, a második világháború alatt emigráns ellenálló.
- Itt kapott házat Frater Gáspár (1500k-1570) Domonkos-rendi szerzetes, költő
- Itt dolgozott Janics Kálmán történész, orvos, a szlovákiai magyarság meghurcoltatásának tényfeltáró írója
- Itt él Biró Ágnes politikus, a Magyar Koalíció Pártja kulturális alelnöke

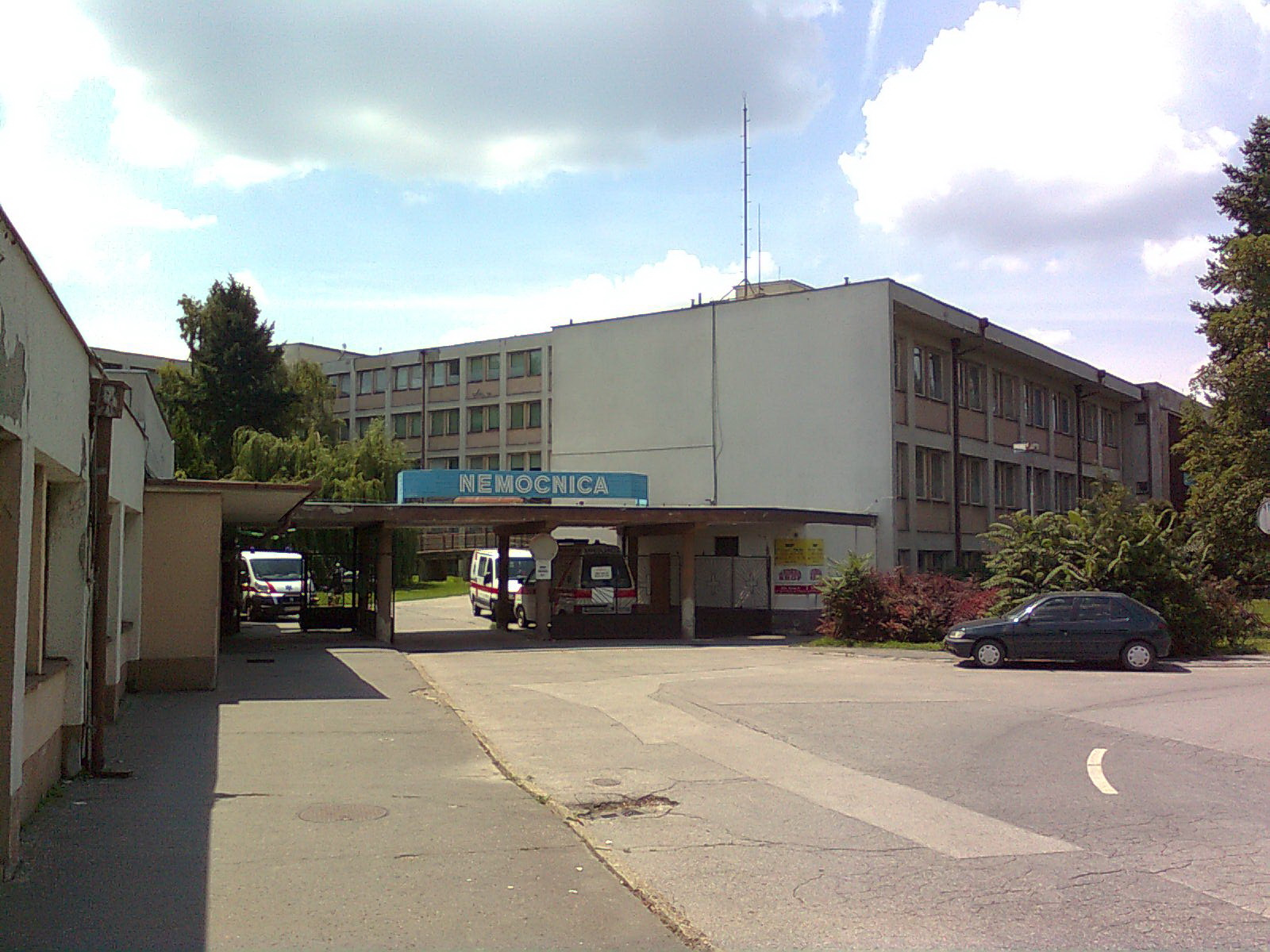
A központi kórház

## Egészségügy
Első kórházát 1952-ben létesítették. A 80 ágyas kórház belgyógyászati és gyermekosztállyal, valamint szülészeti osztállyal rendelkezett. Új kórházát 1967. október 27-én adták át. Kezdetben belgyógyászati, sebészeti, gyermek, szülészeti, nőgyógyászati, tüdő és idegosztállyal rendelkezett, amelyeket poliklinikai részleggel bővítettek, ahol számos orvosi szakrendelő kapott helyet. Majd tovább bővítették bőrgyógyászati, onkológiai, pszichiátriai és sürgősségi osztályokkal, valamint szakrendelőkkel és laboratóriumokkal. 1997-ben a kórháznak 558 alkalmazotta volt, ebből 49 orvos. A kórházat 2010 októberében bezárták.

## Oktatás

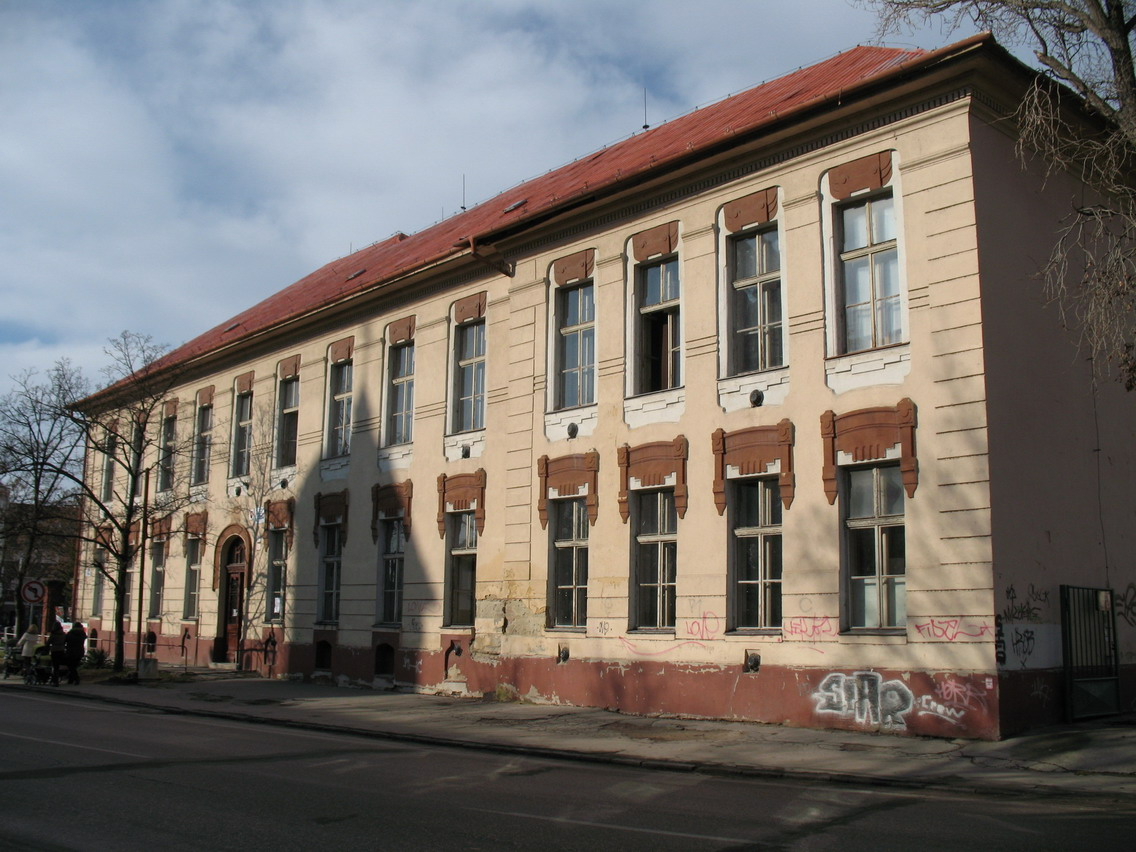
A magyar tanítási nyelvű alapiskola, az épület 1906-ban épült
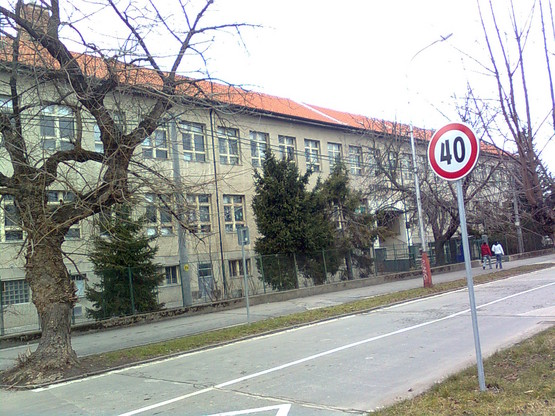
A Juraj Fándly szlovák gimnázium, az épület 1950-ben épült
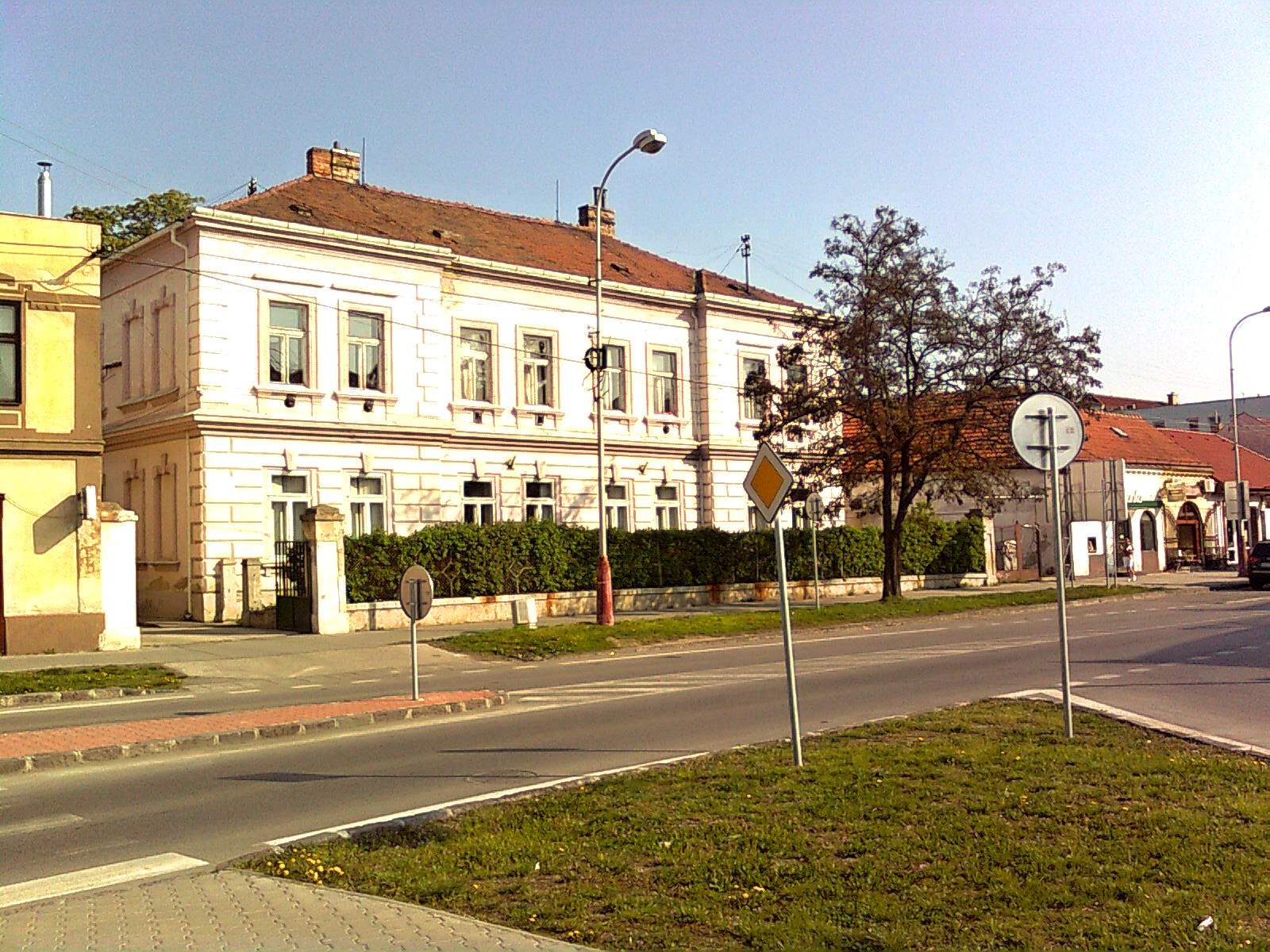
Az egykori művészeti alapiskola, ill. előtte a vízszabályozási szövetkezet épülete 1895-ben mint a város első emeletes épülete épült

- Magyar tanítási nyelvű általános iskolája 2001-ben vette fel Pázmány Péter nevét.
- A Mezőgazdasági Szakmunkásképzőt 1949-ben hozták létre (szlovák tannyelvű).
- Általános középiskoláját 1953-ban alapították (szlovák tannyelvű).
- Az Élelmiszeripari Műszaki Középiskolát 1960-ban nyitották meg (szlovák tannyelvű).
- A Vegyipari Szakközépiskolát 1976-ban létesítették (szlovák tannyelvű).[36] Az 1981/82-es tanévben 495 nappali tagozatos és 50 esti tagozatos tanulója volt.
- Szlovák nyelvű óvodák.
- Anton Bernolák Szlovák Tanítási Nyelvű Alapiskola.
- Ján Hollý Szlovák Tanítási Nyelvű Alapiskola.
- Jozef Cíger-Hronský Szlovák Tanítási Nyelvű Alapiskola.
- Pionierska utcai szlovák alapiskola.
- Jozef Murgaš Szlovák Tanítási Nyelvű Alapiskola.
- Gimnázium Juraja Fándlyho.

## Kulturális és sportélet

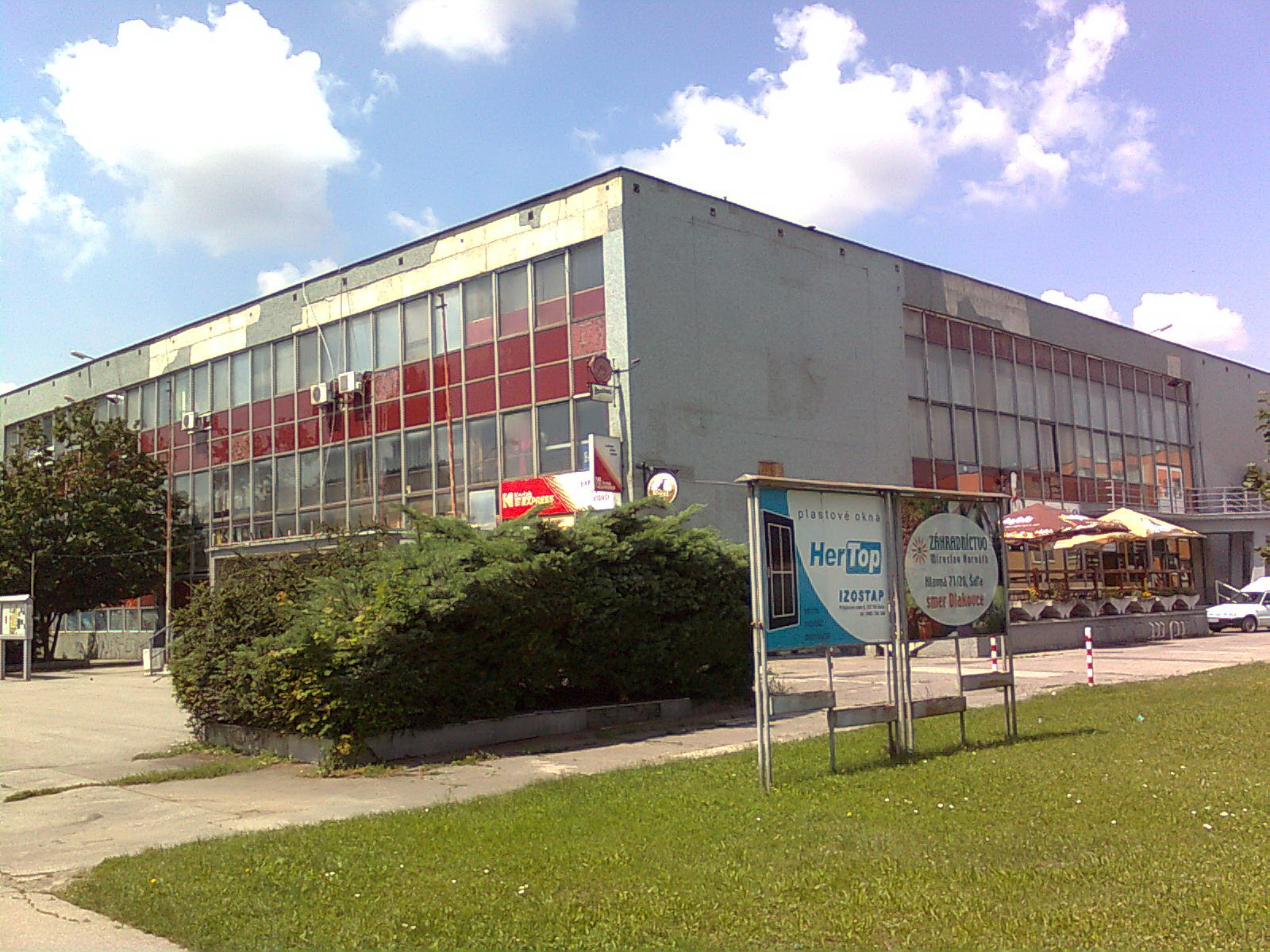
A vágsellyei kultúrház és mozi épülete
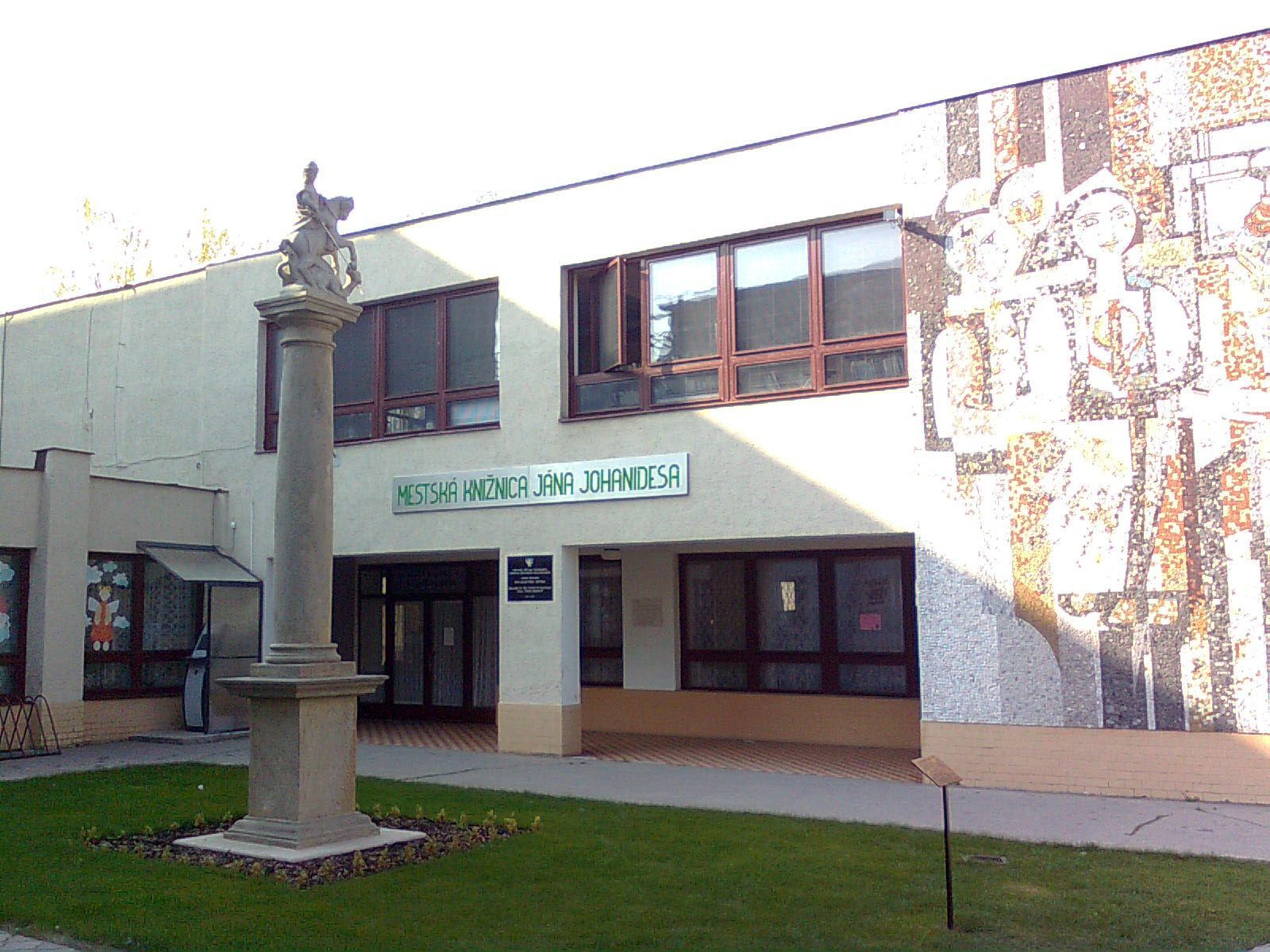
Ján Johanides városi könyvtár, előtte a Szent György-szobor
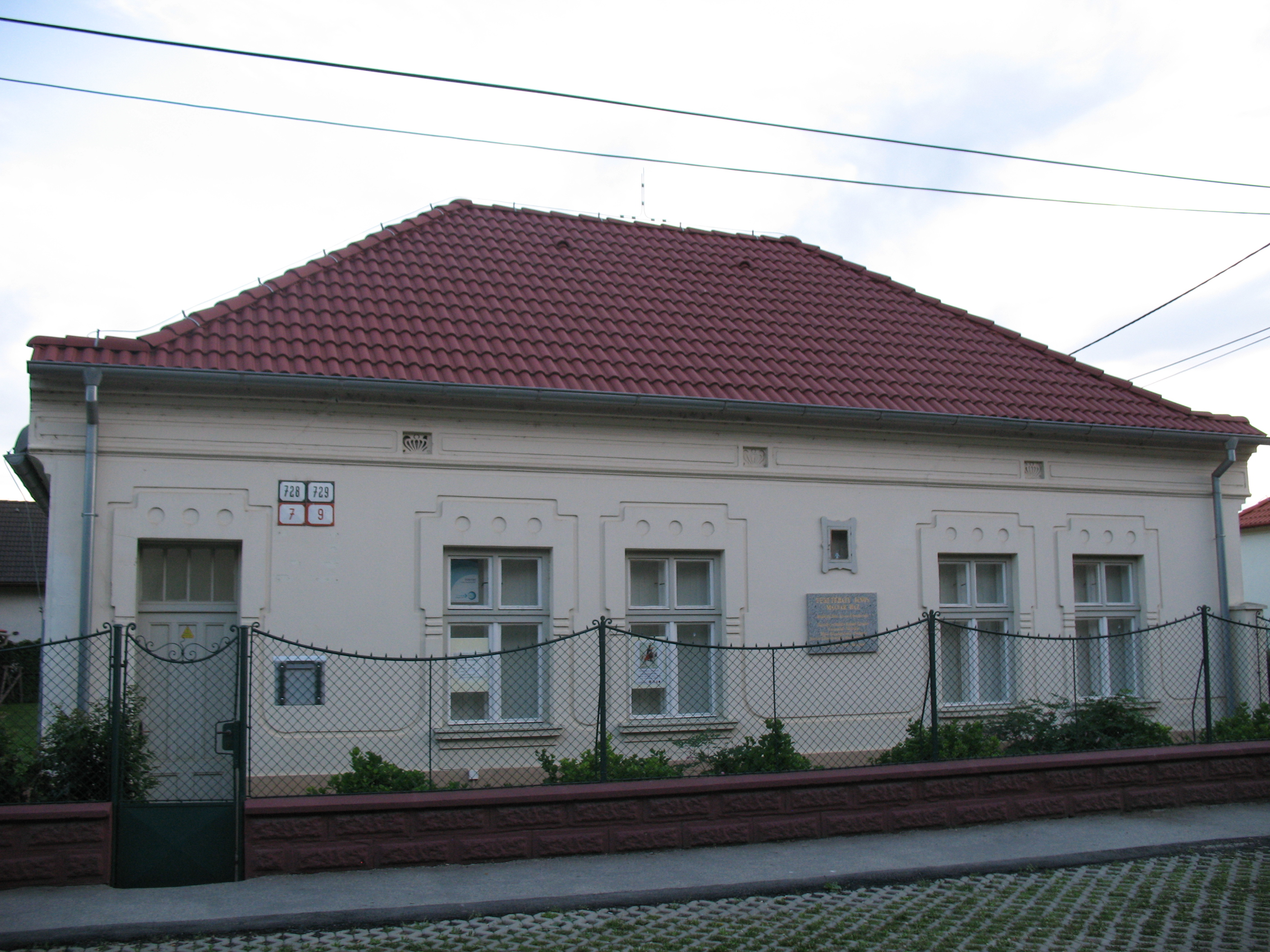
Vágsellyei magyar ház 2004 óta szolgál kulturális funkciókat, az épület 1928 óta áll
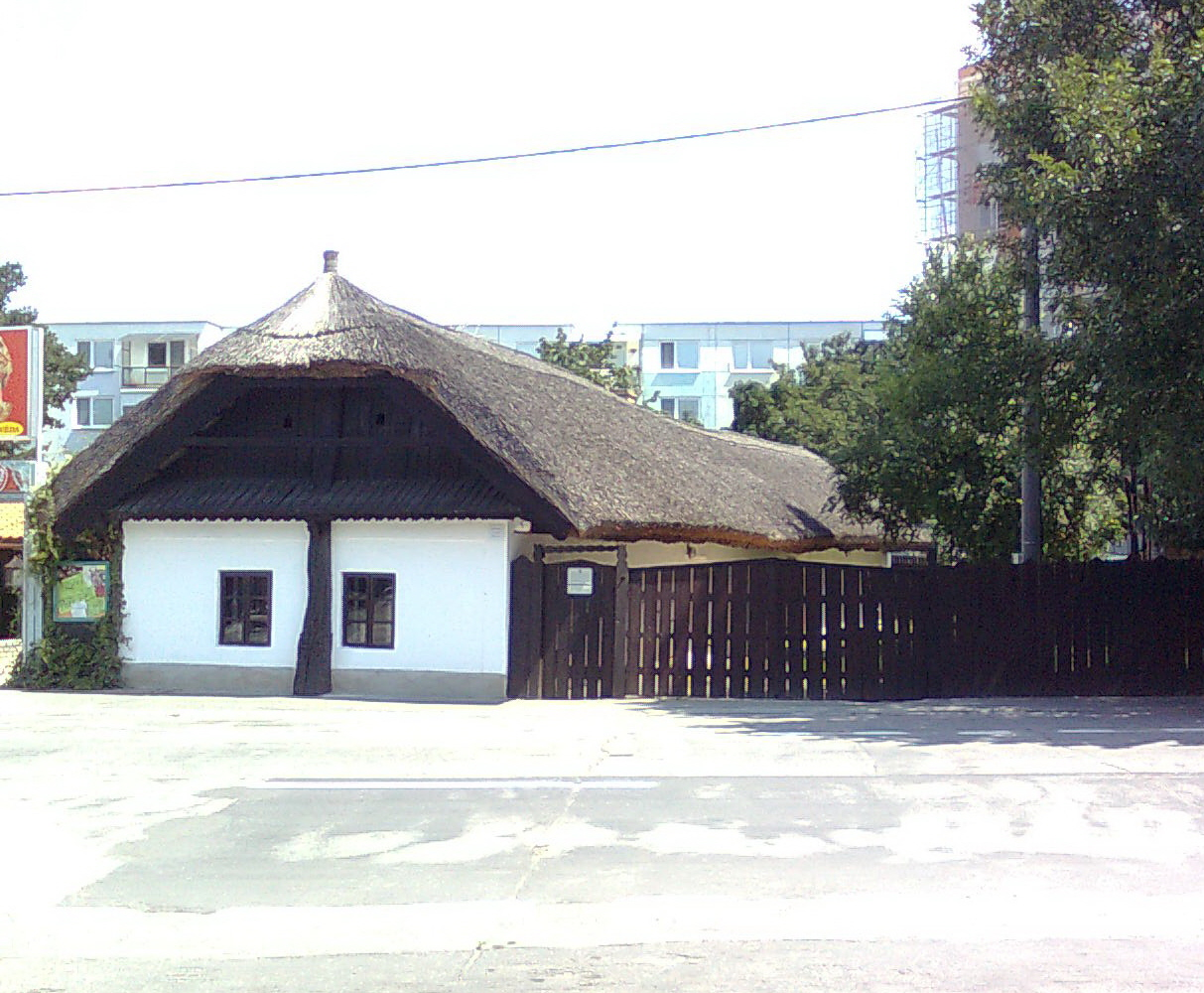
Skanzen, az épület 1730-ban készült el, 1963-tól műemlék
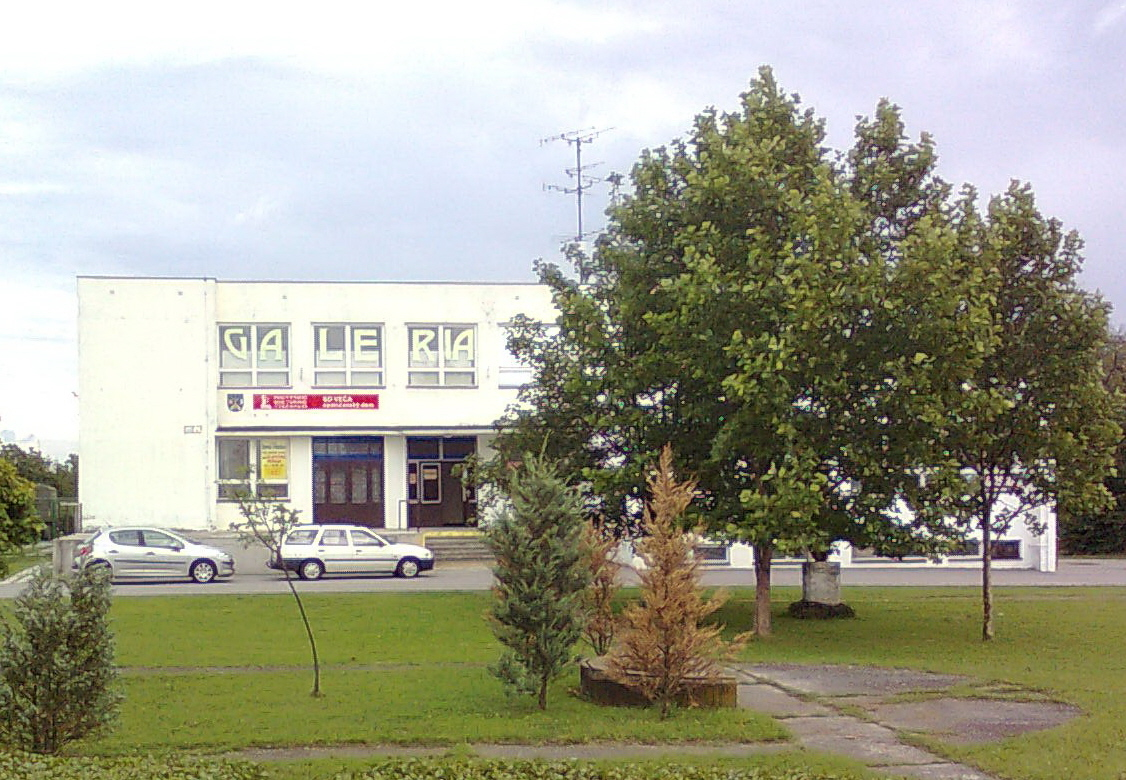
A vágvecsei művelődési ház
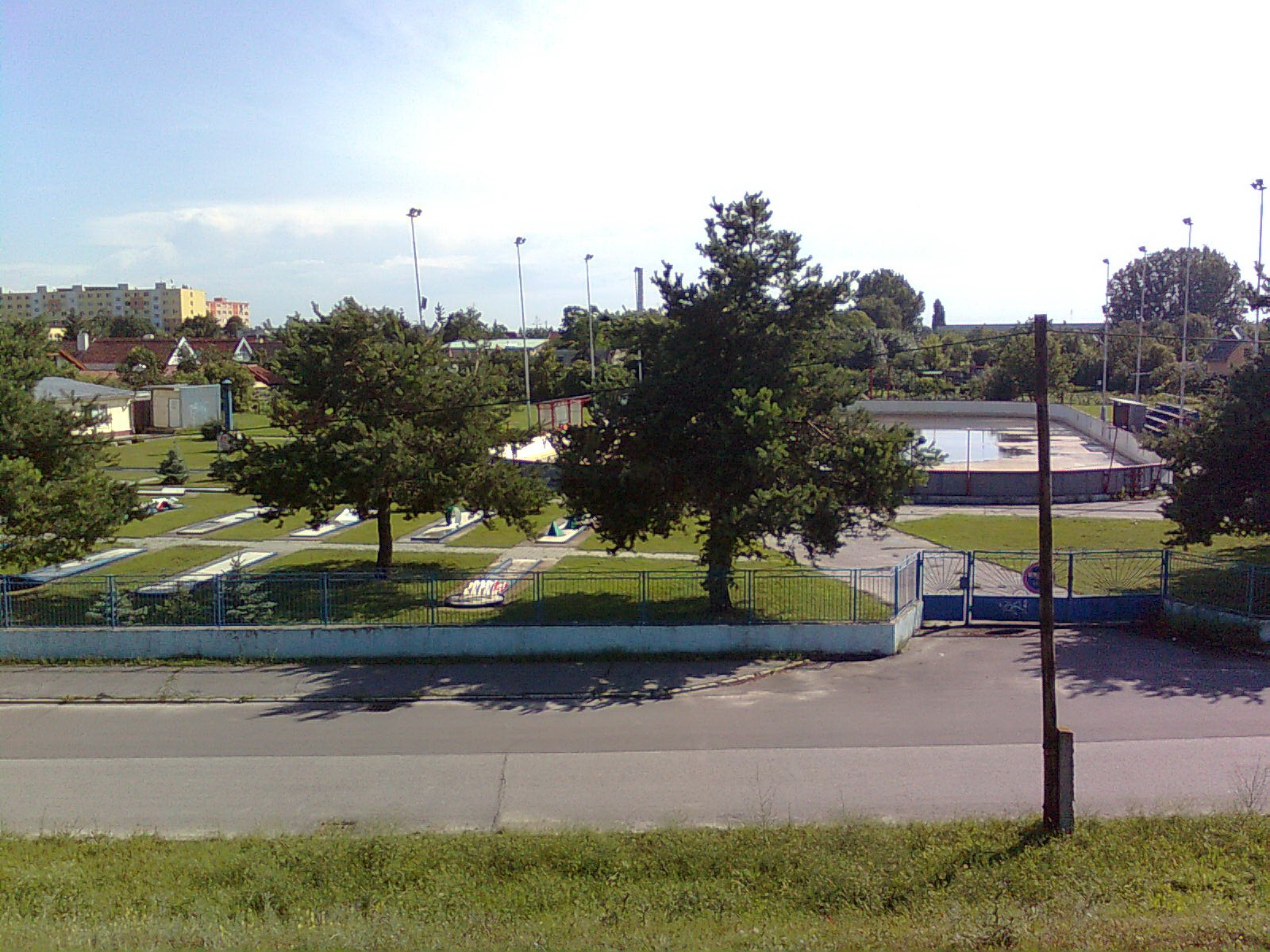
Jégpálya
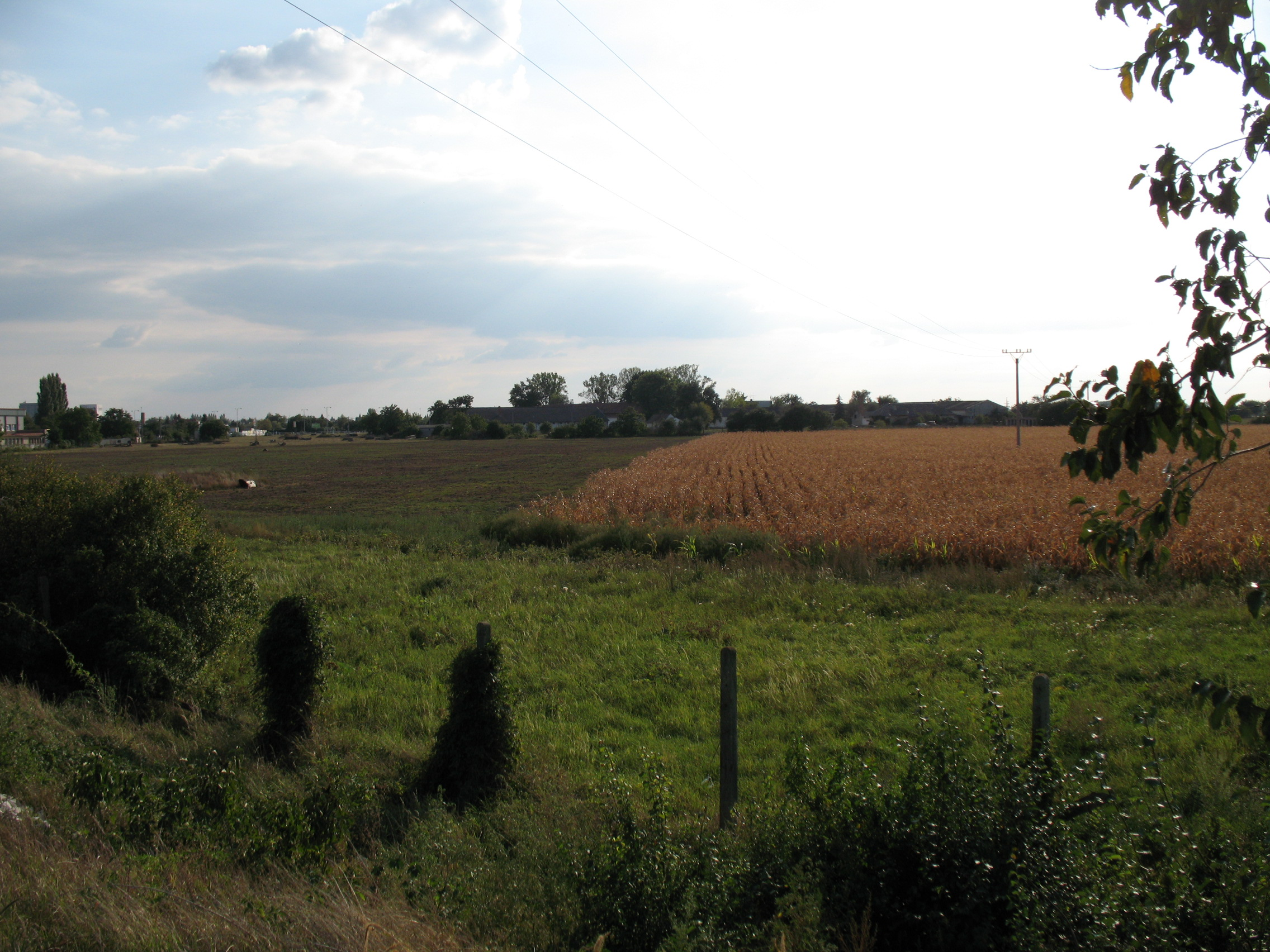
Lovarda

- Feketeházy János Magyar Ház. A Csemadok helyi alapszervezete által létrehozott kulturális intézményt 2004. november 21-én nyitották meg. Emlékestek, író-olvasó találkozók, klubestek színhelye. Könyvtárát 2009-ben nyitották meg.
- A vágsellyei levéltár 2008-ban jelentette meg az Archivum Sala – Levéltári Évkönyv IV című, Gaucsík István és Novák Veronika szerkesztésében megjelenő kiadványt, mely az intézmény tevékenységének bemutatása mellett javarészt a Pázmány Péter Tudományos Társaság által 2006-ban megrendezett Hová lett e vidék zsidósága?, illetve a 2007-ben megtartott Csallóközi és mátyusföldi diákok peregrinációja című nemzetközi konferencián elhangzott előadásokat tartalmazza.
- Duslanka fúvószenekar
- A városban gazdag sportélet (labdarúgás, kézilabda, jégkorong) folyik. A Királyfához közel eső részen található a sportcsarnok, valamint a téli stadion (jégpálya), míg a városi futballstadion Vecsén, a Vághoz közel. Az egyes iskoláknak is van saját tornaterme és sportpályája. A Királyfára vezető úton lovarda, a Duslo vegyiüzem területén pedig uszoda is található. A vízi sportok szerelmesei a közeli vízierőmű felduzzasztott árterében élhetik ki szenvedélyeiket. A folyó hajózhatóságát kotrással biztosítják.

## Testvérvárosai
- Telč, Csehország
- Kuhmo, Finnország
- Oroszlány, Magyarország
- Końskie, Lengyelország
- Mogiljov-Podolszkij, Ukrajna

## Galéria
- Szent Család kápolna
- Kereszt 1884-ből az egyik ártézikútnál
- Temető
- Feketeházy emléktábla a magyar ház falán is
- 1913-ban emelt kereszt Sellye és Farkasd között
- 1933-ban emelt kereszt Sellye és Farkasd között
- Az újszülöttek parkja
- A Vágfarkasdra vezető út menti szövetkezet